# Mạc Thái Tổ
Mạc Thái Tổ (chữ Hán: 莫太祖 22 tháng 12, 1483 – 11 tháng 9, 1541), tên thật là Mạc Đăng Dung (莫登庸), là một nhà chính trị, vị hoàng đế sáng lập ra vương triều nhà Mạc trong lịch sử Việt Nam. Ông đóng vai trò quan trọng trong các sự kiện đánh dẹp các thế lực cát cứ, chống đối triều đình, loại bỏ ảnh hưởng của những người ủng hộ nhà Lê, thành lập nhà Mạc và chống lại những lực lượng trung thành với nhà Lê ở Thanh Hóa.
Mạc Đăng Dung bước vào đường quan lộ sau khi thi đậu Võ trạng nguyên trong cuộc thi tuyển võ sĩ tại Giảng Võ đường ở Thăng Long dưới triều Lê Uy Mục, rồi được sung quân Túc vệ vác lọng theo hầu vua. Trong khoảng 20 năm, từ một võ quan cấp thấp dưới thời Lê Uy Mục, nhờ tài thao lược và mưu trí, Đăng Dung đã lần lượt được phong chức Đô Chỉ huy sứ vệ Thiên Vũ (hàm chính tam phẩm) ở tuổi 25, rồi tước bá (Vũ Xuyên bá), hầu (Vũ Xuyên hầu), công (Minh quận công rồi Nhân quốc công), vương (An Hưng vương) thời Lê Cung Hoàng. Và trong khoảng thời gian chưa đầy 30 năm, Đăng Dung đã trở thành vua. Với vai trò là người lập ra triều Mạc, ông lần lượt làm vua, thái thượng hoàng, cũng như quyền nhiếp chính khi con trai cả kế ngôi của ông là Mạc Thái Tông (Mạc Đăng Doanh) đột ngột qua đời. Xuất thân hàn vi, lập thân bằng đường binh nghiệp, Đăng Dung là người có công đầu trong việc tạo lập lại thế ổn định của xã hội cũng như chính trường Đại Việt sau hơn 20 năm hỗn loạn đầu thế kỷ XVI.
Những sử thần của nhà Lê trung hưng hay nhà Lê–Trịnh (cũng là những người đã biên soạn bộ Đại Việt sử ký toàn thư bản bổ sung ở thế kỷ 17) luôn đánh giá tiêu cực triều Mạc (đặc biệt là với người sáng lập ra triều đại này), bao gồm cả học giả danh tiếng Lê Quý Đôn. Tuy nhiên do ít nhiều vẫn phải tôn trọng tính khách quan trong việc chép sử chuyên nghiệp nên những sử thần của nhà Lê–Trịnh đã không dám loại bỏ những tường thuật khi Đăng Dung phế ngôi nhà Lê rằng "bấy giờ thần dân trong nước đều theo Mạc Đăng Dung, đến đón vào kinh sư", hay "lúc này thần dân phần nhiều xu hướng về Đăng Dung, đều ra đón về kinh đô" (Đại Việt thông sử của Lê Quý Đôn). Điều này cho thấy Đăng Dung có sức thu phục nhân tâm cao hơn nhiều so với phản ứng của dân chúng Thăng Long khi Hồ Quý Ly phế ngôi nhà Trần. Đại bộ phận dân chúng Bắc Hà, trong đó đặc biệt là thành Thăng Long có phản ứng tích cực với cuộc đổi ngôi do ông thực hiện. Những người ở vùng khác (đặc biệt ở vùng Thanh–Nghệ, nơi phát tích nhà Lê) có thể phản đối cuộc đổi ngôi này, nhưng đại bộ phận dân chúng vùng Bắc Hà (dân kinh lộ hay dân trung châu theo cách gọi của người vùng Thanh–Nghệ) có thể đã quá chán nản với sự rối ren trong gần 20 năm cuối thời Lê sơ nên không có sự chống đối đáng kể nào với cuộc giành ngôi của Đăng Dung dù trong lòng có thể vẫn tiếc nuối một triều đại nhiều công tích do Lê Thái Tổ và Lê Thánh Tông góp công dựng nên. Tuy nhiên việc đối xử tàn nhẫn với nhà Hậu Lê, việc xin cắt đất cầu hòa, và việc nhận chức An Nam đô thống ti sứ do nhà Minh ban cho (tức là tự hạ thấp chủ quyền dân tộc, coi Đại Việt như một tỉnh của Trung Quốc), đã khiến Mạc Đăng Dung trở thành tâm điểm chỉ trích của các sử gia, tri thức Việt Nam qua các thời kỳ lịch sử. Việc Mạc Đăng Dung đối xử tàn nhẫn với nhà Hậu Lê (giết cả 3 mẹ con vua Lê Chiêu Tông, Lê Cung Hoàng và Trịnh thái hậu, sát hại nhiều vị quan trung thành với nhà Hậu Lê) cũng làm tăng thêm sự oán hận của những người vẫn nhớ về nhà Hậu Lê, gián tiếp giúp cho Nguyễn Kim tập hợp lực lượng, xây dựng nhà Lê trung hưng với khẩu hiệu "phù Lê diệt Mạc". Khi bị sát hại, Trịnh Thái hậu đã khấn xin Trời cao trừng phạt kẻ nghịch tặc: "Đăng Dung là kẻ bề tôi, manh tâm cướp ngôi, lại giết mẹ con ta, ngày sau con cháu nó cũng lại bị như thế". Chỉ 65 năm sau thì lời khấn ứng nghiệm: nhà Mạc bị nhà Lê trung hưng tiêu diệt, con cháu họ Mạc bị quân nhà Lê truy sát để báo mối thù giết vua cướp ngôi, trở thành một vương triều yểu mệnh.
Quan điểm phê phán Mạc Đăng Dung ở Việt Nam đã có sự thay đổi qua những giai đoạn lịch sử khác nhau. Kể từ đầu thời Nhà Nguyễn cho đến thập kỷ đầu thế kỷ XXI, những nhà nghiên cứu lịch sử và văn hóa như Nguyễn Văn Siêu, Lê Văn Hòe, Phạm Văn Sơn, Trần Quốc Vượng, Trần Khuê, Trần Lâm Biền, Vũ Khiêu, Văn Tạo, Đinh Khắc Thuân, Phan Đăng Nhật, Trần Thị Vinh là những người đi đầu trong việc đánh giá lại vai trò lịch sử của Mạc Đăng Dung theo hướng cởi mở khách quan hơn thời Lê-Trịnh... Qua những kết quả nghiên cứu trong các lĩnh vực như chính trị, kinh tế (như các hoạt động sản xuất, thương mại), văn hóa - tư tưởng, văn học - nghệ thuật, giáo dục, tôn giáo - tín ngưỡng... đã cho thấy sự ra đời của nhà Mạc và những động thái chính trị - quân sự của Mạc Thái Tổ (Mạc Đăng Dung) là phù hợp với bối cảnh khách quan lúc bấy giờ, khi nhà Hậu Lê đã suy sụp không còn trị nước được nữa.

## Thân thế và giáo dục
Mạc Đăng Dung sinh giờ Ngọ, ngày 23 tháng 11 năm Quý Mão (tức ngày 22 tháng 12 năm 1483) thời vua Lê Thánh Tông, người làng Cổ Trai, huyện Nghi Dương (nay là huyện Kiến Thụy, thành phố Hải Phòng). Theo Đại Việt sử ký toàn thư, Đại Việt thông sử: Cụ tổ 7 đời của Mạc Đăng Dung là Mạc Đĩnh Chi, Lưỡng quốc Trạng nguyên thời Trần, quê ở Chí Linh, Hải Dương, làm quan đến chức Nhập nội Hành khiển Thượng thư môn hạ tả Bộc xạ kiêm Trung thư lệnh, Tri quân dân trọng sự, làm quan thanh liêm, tiếng tăm lừng lẫy cả nước. Mạc Đĩnh Chi sinh ra Mạc Dao làm quan Tư hình đại phu, Mạc Dao sinh bốn con là Mạc Địch, Mạc Thoan, Mạc Thúy, Mạc Viễn, người nào cũng có tài năng, sức lực. Nhà Minh xâm lược Đại Ngu, họ Mạc tất cả đều theo nhà Minh, đem quân hàng giặc, dâng địa đồ cho giặc, lại dẫn đường cho giặc, bắt được Hồ Hán Thương ở núi Cao Vọng. Nhà Minh đều cho làm quan, phong tước.
Sau đó Mạc Thúy gặp quân Minh dâng sớ xin nhập Đại Ngu thành quận huyện của Trung Quốc. Mạc Thúy sinh ra Mạc Tung, dời đến huyện Thanh Hà. Lúc ấy Lê Lợi đã đánh thắng quân Minh, nghiêm trị ngụy quan (những quan lại người Việt cộng tác với quân Minh). Mạc Tung không dám ra làm quan, ẩn náu nơi thôn xóm. Mạc Tung sinh ra Mạc Bình, dời đến Nghi Dương, Mạc Bình sinh ra Mạc Hịch, ba đời này đều không hiển đạt. Mạc Hịch lấy người con gái họ Đặng trong làng, sinh ra con trưởng là Mạc Đăng Dung, hai con thứ tên Đốc và Quyết.
Mạc Đăng Dung thời trẻ nhà nghèo, làm nghề đánh cá, lớn lên dưới thời vua Lê Uy Mục có tuyển võ sĩ, Đăng Dung dự thi môn đánh vật, trúng Đô lực sĩ xuất thân, được sung vào đội túc vệ, giữ việc cầm dù theo xe vua.
Theo sách của Viện Sử học Việt Nam, họ đã dùng sách Công Dư tiệp ký, cuốn sách mang tính truyền kỳ không phải chính sử, để kết luận rằng Mạc Đăng Dung là cháu 7 đời của Mạc Đĩnh Chi mà Mạc Đĩnh Chi lại là cháu 5 đời của Trạng nguyên Mạc Hiển Tích thời Lý Nhân Tông (1086), tức là Mạc Đăng Dung là cháu 11 đời của Mạc Hiển Tích. Gốc gác họ Mạc từ Cơ Chất Khiết - hậu huệ nhà Chu bên Trung Quốc. Sau khi nhà Chu mất, Cơ Chất Khiết làm quan cho nhà Hán, được ban họ Mạc và phong ở Trịnh ấp. Sau này con cháu di cư xuống phía nam rồi tới Đại Việt.
Một tích khác, theo sử gia Việt Nam Trần Quốc Vượng, người làm trong Viện Sử học Việt Nam, theo sách đã dẫn, Mạc Đăng Dung là dòng dõi người tộc Đản ở ven biển từ Phúc Kiến (Trung Quốc) trở xuống, đã Việt hóa ở phương Nam, phỏng đoán rằng gia phả thực của họ Mạc còn chôn trong mộ và họ Mạc là người Đản man. Mạc Đăng Dung nhận mình là con cháu Mạc Đĩnh Chi chỉ là "thấy người sang bắt quàng làm họ", những nghiên cứu của giáo sư Vượng còn nhiều ý kiến tranh cãi.

Theo sách Thù vực chu tư lục (1574):
Theo lời của Lễ bộ Lang trung Quách Phỉ (郭棐), thì người giữ chức Đô thống ở vùng ấy không phải là họ Mạc. Quan chức chính thức hiện chưa thể xác định rõ. Hơn nữa, tổ tiên của Mạc Đăng Dung (莫登庸) không rõ gốc tích, có người nói là dân Đản (蜑民) ở huyện Đông Quan, Quảng Châu. Cha ông lưu lạc đến xã Cổ Trai, huyện Nghi Dương, lộ Hải Dương, An Nam. Xã trưởng đặt tên là Bình (萍 cây bèo), ý là lời đùa, không có căn cứ. Mạc Bình sinh ra Đăng Dung và em là Quyết (撅 Mạc Quyết), cha con làm nghề chài lưới. Đăng Dung có sức mạnh, được Lê Oanh (黎瀅 Lê Oánh) dùng làm Đô lực sĩ, rất tin cậy. Năm Chính Đức thứ 11 (1516), theo Trần Cảo (陳暠) làm loạn, giết Oanh, rồi lại phản Cảo, giết con Cảo là Trần Bính (昺 Bỉnh). Ngầm mưu bất chính, Lê Y (黎椅) không thể chế ngự. Sau ép mẹ Lê Y giả mệnh phong mình, rồi cướp ngôi. Cuối cùng bị nghĩa tử là Nguyễn Kính (阮敬) đầu độc.
Sách Hoàng Minh đại sự ký cũng chép tương tự:
Cha của Đăng Dung (登庸) vốn là dân nghèo thuộc huyện Đông Quản (東筦), Quảng Đông (廣東), làm nghề đánh bắt sò (蜃户). Vì phạm tội nên trốn xuống nước thoát thân, lưu lạc đến An Nam, trú tại xã Cổ Trai, huyện Nghi Dương, lộ Hải Dương (海陽路宜陽縣古齋社). Xã trưởng tên là Bình (萍), đặt tên cho ông là “Bình” (cây bèo) – chỉ là lời nói đùa, không có ý nghĩa gì đặc biệt.

Bình sinh ra Đăng Dung, hai cha con sống bằng nghề chài lưới, có sức khỏe và dũng lực. Lê Huệ (黎譓) dùng ông làm đô lực sĩ, rất tin tưởng, từ đó trở thành mầm mống của loạn lạc.

## Sự nghiệp

### Triều vua Lê Uy Mục
Năm 1504 vua triều Lê sơ Lê Hiến Tông chết, nhà vua được sử gia Vũ Quỳnh cho là bậc vua hiền, giữ vững cơ đồ, chẳng may chết sớm. Người con thứ lên thay, tức vua Lê Túc Tông cũng mất một năm sau đó, thọ 17 tuổi. Túc Tông mất, người anh lên thay, tức vua Lê Uy Mục. Vua Uy Mục nghiện rượu, hoang dâm, thích ra oai, để cho họ ngoại hoành hành, người bấy giờ gọi là Quỷ vương, cơ đồ Nhà Lê đi xuống từ đây.
Mạc Đăng Dung là người có sức khỏe. Thời trẻ, ông nhà nghèo làm nghề đánh cá. Thời Lê Uy Mục tổ chức thi tuyển dũng sĩ, Mạc Đăng Dung đã trúng Đô lực sĩ xuất thân (còn được gọi là Võ trạng nguyên), được sung vào đội quân Túc vệ cầm dù theo vua. Trong hàng ngũ võ quan Nhà Lê, theo sử gia Lê Quý Đôn, Mạc Đăng Dung tỏ ra là người thật thà ngay thẳng. Năm 1508 ở tuổi 25, Mạc Đăng Dung được giao chức Đô Chỉ huy sứ vệ Thiên Vũ (trật chánh tam phẩm).
Thời bấy giờ, vua Uy Mục để cho họ ngoại lộng hành, lòng dân căm phẫn; lại nghi kị các quan, các tôn thất, nhiều người tự lo cho thân mình, muốn nổi loạn. Năm 1509, vua xua đuổi người tôn thất và công thần về xứ Thanh Hóa, viên tướng Nguyễn Văn Lang đem quân ba phủ khởi binh ở Tây Đô, giữ cửa biển Thần Phù. Người cháu của Lê Thánh Tông, Giản Tu công Lê Oanh bị bắt, trốn ra, chạy đến Thanh Hóa được Nguyễn Văn Lang phò lập làm minh chủ. Quân của Lê Oanh từ Thanh Hóa tiến ra Thăng Long, vua Uy Mục bị thua, uống thuốc độc tự tử, Lê Oanh lên ngôi tức vua Lê Tương Dực. Sử sách không chép gì về Mạc Đăng Dung trong thời gian này.

### Triều vua Lê Tương Dực
Vua Tương Dực lên ngôi, ban hành giáo hóa, thận trọng hình phạt, song chơi bời vô độ, xây dựng liên miên, dân nghèo thất nghiệp, trộm cướp nổi lên, nhiều nơi dấy binh làm loạn, dẫn tới sự suy vong của Nhà Lê sơ.
Năm 1511 Đăng Dung được thăng làm Vũ Xuyên bá, bây giờ các thuật sĩ, hào kiệt nói với vua rằng phương đông có sắc khí thiên tử. Vua Lê Tương Dực sai đại thần Nguyễn Văn Lang đem thuật sĩ ra Đồ Sơn, Hải Phòng, tức quê của Mạc Đăng Dung trấn yểm. Đăng Dung đi trong chuyến đó mà không ai biết.
Thời gian này có năm gặp hạn hán, đói to, các cuộc nổi dậy chống lại triều đình như của Trần Tuân, Nguyễn Nghiễm... liên tiếp xảy ra, triều đình phải vất vả đánh dẹp. Năm 1516, Trần Cảo khởi nghĩa ở Quỳnh Lâm, đem quân chiếm kinh thành. Đích thân vua Tương Dực cầm quân, đánh bại Trần Cảo, Cảo phải chạy về Ngọc Sơn. Viên tướng Trịnh Duy Sản trước kia có mâu thuẫn với nhà vua, nay dùng mưu giết vua Lê Tương Dực ở cửa nhà Thái Học. Cùng năm đó, Trịnh Duy Sản cùng các huân cựu đại thần lập người con mới 14 tuổi của Cẩm Giang vương Lê Sùng tên Lê Y lên ngôi tức vua Lê Chiêu Tông.

### Triều vua Lê Chiêu Tông
Theo lời bàn của sử thần, thời vua Lê Chiêu Tông, bên ngoài giặc giã nổi lên, bên trong quyền thần chém giết lẫn nhau, kinh sư đẫm máu. Năm 1517 người hai thế lực đương thời họ Thủy Chú (Trịnh) và họ Tống Sơn (Nguyễn) là Nguyễn Hoằng Dụ và Trịnh Tuy đánh lẫn nhau, Trịnh Tuy phải chạy về Lôi Dương, Thanh Hóa. Một thế lực khác là Trần Chân lại tìm cách đánh Nguyễn Hoằng Dụ, khiến Dụ phải tìm cách về Thanh Hóa, từ nay chỉ có Trần Chân làm phụ chính trong triều. Mạc Đăng Dung lúc ấy trấn thủ Sơn Nam, Trần Chân viết thư khuyên Đăng Dung chặn lại, Đăng Dung không nỡ. Nguyễn Hoằng Dụ viết tờ thư và bài thơ gửi cho Đăng Dung, Đăng Dung án binh bất động, Hoằng Dụ chạy thoát về Tống Sơn, Thanh Hóa.
Thời ấy có Cù Khắc Xương, Trần Khắc Xương mượn đạo Thiên vũ, Thiên bồng mê hoặc dân, Mạc Đăng Dung dâng sớ xin trị tội, lại hạch một số viên quan mê tín tà thuyết. Nhà vua nghe theo, giết những người ấy. Thiệu quốc công Lê Quảng Độ hàng phe nổi dậy Trần Cảo, Mạc Đăng Dung cũng dâng sớ khuyên nhà vua đem chém vì tội bất trung, vua cũng nghe theo. Từ đấy, nhà vua tin Mạc Đăng Dung là người trung trực, càng thêm ân sủng.
Năm 1518, Mạc Đăng Dung được thăng làm Vũ Xuyên hầu, ra trấn thủ Hải Dương. Tại đây Đăng Dung thu thập hương binh, chỉnh đốn quân ngũ, quân số ngày càng đông.
Sau khi đánh đuổi được hai thế lực Nguyễn Hoằng Dụ và Trịnh Tuy, quyền thế của Trần Chân ngày càng lớn. Mạc Đăng Dung cũng phải sợ, liền dạm hỏi con gái Trần Chân cho con trai mình là Mạc Đăng Doanh. Bấy giờ, các đại thần bàn mưu với nhà vua, dụ Trần Chân vào cung, sai lực sĩ bắt, Trần Chân chạy đến cổng thành bị người giữ cửa bắt chém đi. Các thủ hạ của Trần Chân là Nguyễn Kính, Nguyễn Áng, Hoàng Duy Nhạc mang quân đánh kinh đô báo thù. Vua Chiêu Tông không chống nổi, đang đêm phải bỏ chạy sang dinh Bồ Đề ở Gia Lâm để tránh.

#### Giúp vua Chiêu Tông đánh dẹp các thế lực chống triều đình
Trịnh Tuy lúc này cầm 1 vạn binh, đóng ở xứ Sơn Nam, nghe tin vua chạy ra ngoài, quân lính tan vỡ cả. Quân của Nguyễn Kính, Nguyễn Áng tha hồ cướp bóc, kinh sư thành chỗ săn bắn, đánh cá. Chiêu Tông gọi Nguyễn Hoằng Dụ lúc này đang ở Thanh Hóa ra đánh Nguyễn Kính, nhưng Hoằng Dụ lưỡng lự không đi. Lê Chiêu Tông bèn triệu Mạc Đăng Dung đang trấn thủ Hải Dương về cứu, rồi sai người đi dụ Nguyễn Kính, nhưng Nguyễn Kính lại càng hoành hành, đóng quân không rút.
Mạc Đăng Dung từ Hải Dương về yết kiến vua, đóng thủy quân ở sông Nhị Hà, cho rằng chỗ nhà vua ở là Súc Ý đường hơi, xin vua chuyển về dinh Bồ Đề để tiện theo hầu. Lại sai đi dụ hàng thủ hạ của Trần Chân, những người này nói phải giết những kẻ gièm pha trước kia, rồi sẽ hàng. Vua Chiêu Tông làm theo, nhưng họ đều không hàng, mà càng rông rỡ hoàng hoành, đóng quân không rút. Đăng Dung lại xin nhà vua chuyển nơi ở, hai viên quan can ngăn, Đăng Dung đều cho người giết chết.
Theo sách Đại Việt thông sử, lúc này Đăng Dung thấy triều đình rối loạn, nên nảy ý đồ khác. Ông mượn thế của quân địch để giết hết đại thần, chặt vây cánh của vua Lê Chiêu Tông. Bèn lập ra kế đi dụ quân địch, rồi mạo lời họ, ép triều đình giết chết Đoan quận công Ngô Bính, Thọ quận công Trịnh Hựu và Chử Khải.
Lúc này, Trịnh Tuy và các tướng ở Sơn Tây mưu lập người con của Tĩnh Tu công Lộc lên làm vua, sau nửa năm phế, lại lập Lê Do lên. Vua Chiêu Tông lại mời Nguyễn Hoằng Dụ ra đánh Trịnh Tuy, Nguyễn Áng, Nguyễn Kính ở Sơn Tây, Hoằng Dụ đem quân ra cùng với Đăng Dung đi đánh, quân Hoằng Dụ thua to, chết rất nhiều, Hoằng Dụ lại lui quân về Thanh Hóa. Từ đây Mạc Đăng Dung thống lĩnh quân thủy bộ.
Tháng 7 năm 1519, Mạc Đăng Dung thống lĩnh các quân thủy bộ vây Lê Do ở Từ Liêm, rồi phá đê cho nước vỡ vào quân Lê Do. Do và Nguyễn Sư chạy đến Ninh Sơn, bị Đăng Dung bắt được, giải về giết chết. Trịnh Tuy bỏ chạy về Thanh Hóa. Các tướng Sơn Tây là Nguyễn Kính, Nguyễn Áng, Hoàng Duy Nhạc đều xin hàng Mạc Đăng Dung. Chiêu Tông phong Mạc Đăng Dung làm Minh quận công. Ông một mình nhân cầm quân dẹp loạn mà từ đó nắm hết quyền bính, vua hồi Kinh sư, việc thiên hạ tạm yên.
Năm 1520, Đăng Dung được vua sai làm Tiết chế các xứ thủy bộ chư dinh, lấy Phạm Gia Mô làm Tán lý quân vụ. Năm sau, lại được phong làm Nhân quốc công, tiết chế các doanh quân thủy bộ 13 đạo, tháng 7 lại gia phong Đăng Dung làm Thái phó. Năm 1521, sau khi đánh lui được Trịnh Tuy vào Thanh Hóa, Mạc Đăng Dung nắm quyền điều hành triều chính Nhà Lê. Đăng Dung mang quân đánh lực lượng của Trần Cung ở Lạng Nguyên. Trần Cung bại trận, bỏ chạy vào châu Thất Nguyên. Mạc Đăng Dung điều quân tuần tiễu truy nã và bắt được Trần Cung, bị giải về kinh thành giết chết.
Lúc này quyền thế của Mạc Đăng Dung rất lớn, kiểm soát toàn bộ triều đình. Ông gây dựng phe cánh gồm thông gia Phạm Gia Mô làm Thượng thư Bộ Lễ, em rể là Quỳnh khê hầu Vũ Hộ làm Hữu đô đốc trấn thủ Sơn Tây; ngoài ra còn có các Thượng thư Trình Chí Sâm và Nguyễn Thì Ung ngả theo ông. Mạc Đăng Dung lại tiến vua một mỹ nhân, giả danh là con gái, vào làm cung tần để dò la tin tức, lại sai em là Mạc Quyết giữ đạo binh Túc vệ, con trai Đăng Doanh giữ điện Kim Quang.
Năm 1522, Lê Bá Hiếu nổi dậy chống triều đình ở vùng Đông Ngàn, Gia Lâm. Mạc Đăng Dung lại mang quân đi đánh dẹp được. Mạc Đăng Dung lập nhiều công lớn, dẹp được nhiều lực lượng chống đối triều đình nên quyền lực của ông càng lớn. Sử gia Lê Quý Đôn viết rằng: "công danh ngày càng thịnh, triều đình ai cũng phục".
Khi đó Mạc Đăng Dung đi bộ thì lọng phượng giát vàng, đi thủy thì thuyền rồng dây kéo, ra vào cung cấm không kiêng sợ gì. Ông giết thị vệ Nguyễn Cấu, Đô lực sĩ Minh Sơn bá Nguyễn Thọ và Đàm Cử vốn là những người trung thành với Lê Chiêu Tông.

#### Vua Lê Chiêu Tông rời kinh sư, hiệu triệu thiên hạ hỏi tội Đăng Dung
Trước sự lớn mạnh của thế lực Mạc Đăng Dung, vua và các cựu thần Nhà Lê không bằng lòng, nhưng bất lực. Nghe theo lời một số cận thần trung thành, đêm 27 tháng 7 năm 1522, Chiêu Tông rời kinh thành chạy sang Sơn Tây hiệu triệu bốn phương hỏi tội Mạc Đăng Dung. Ngay ngày hôm sau, Mạc Đăng Dung sai Hoàng Duy Nhạc đem quân đuổi theo, trận chiến xảy ra, Hoàng Duy Nhạc tử trận. Trong tình huống kinh thành trống vắng, vua không còn ở Kinh sư, Mạc Đăng Dung đã bàn với các đại thần tạm thời lập Hoàng đệ Xuân (Lê Cung Hoàng) làm vua. Ngày 1 tháng 8 năm 1522, Đăng Dung và một số triều thần Nhà Lê cùng tôn Hoàng đệ Xuân lên ngôi Hoàng đế, đổi niên hiệu là Thống Nguyên năm thứ 1.
Chiêu Tông sai người triệu Vũ Hộ đến giúp, nhưng Vũ Hộ lại mang 3000 quân ngả theo Mạc Đăng Dung. Bấy giờ, các xứ Tây, Nam, Bắc đều theo Lê Chiêu Tông. Mạc Đăng Dung chia các dinh thủy, bộ đánh vào các xứ ở bến Đông Hà, Chiêu Tông sai Lại Thúc Mậu, Nguyễn Dư Hoan, Nguyễn Định, Đàm Khắc Nhượng dàn trận chống giữ và cầm cự, bị Đăng Dung đánh bại. Trịnh Tuy từ Thanh Hóa ra cứu Lê Chiêu Tông. Nghe lời gièm pha, Tuy mang xa giá chạy vào Thanh Hóa, không liên kết với các tướng quanh kinh thành đang giúp Chiêu Tông, do đó lực lượng ủng hộ Chiêu Tông nhiều người giải tán.
Bấy giờ, trong một nước có hai vua, vua Lê Chiêu Tông ở Thanh Hóa đại diện cho lực lượng cựu thần Nhà Lê do Trịnh Tuy cầm đầu và Lê Cung Hoàng ngự tại dinh Bồ Đề, mọi việc do Mạc Đăng Dung sắp xếp và đối phó. Sau khi đàn áp một số lực lượng nổi dậy, thế lực Mạc Đăng Dung vô cùng mạnh mẽ, kiểm soát và làm chủ vùng Kinh Bắc, quan lại và quân dân đến quy phục ngày một đông.
Năm 1523, Mạc Đăng Dung sai em là Mạc Quyết cùng Vũ Hộ và Vũ Như Quế mang quân đánh Lê Chiêu Tông và Trịnh Tuy ở Thanh Hóa. Cùng lúc, ông nhân danh vua mới Lê Cung Hoàng tuyên bố phế truất Chiêu Tông làm Đà Dương vương. Năm 1524, Mạc Đăng Dung nắm chức Bình Chương quân quốc trọng sự, Thái phó, tước Nhân quốc công. Tháng 10 năm 1525, Mạc Đăng Dung tiến đánh Trịnh Tuy ở đầu nguồn Thanh Hóa. Trịnh Tuy thất thế rồi qua đời, Chiêu Tông bị bắt giải về Kinh sư. Sau đó Mạc Đăng Dung tiếp tục đánh dẹp các lực lượng trung thành với Lê Chiêu Tông do các tướng Giang Văn Dụ, Hà Phi Chuẩn đứng đầu. Ông tiêu diệt các tướng chống đối.
Các lực lượng chống đối đều bị dẹp, mọi quyền lực đều thuộc về Mạc Đăng Dung. Mạc Đăng Dung lui về Cổ Trai nhưng vẫn chế ngự triều chính. Ngày 18 tháng 12 năm 1526, Mạc Đăng Dung sai Phạm Kim Bảng bí mật giết Chiêu Tông ở chỗ bị giam lỏng là phường Đông Hà.

### Lên ngôi vua, thành lập Nhà Mạc
Tháng 4 năm 1527, Lê Cung Hoàng sai đình thần cầm cờ tiết đem kim sách, áo mão thêu rồng đen, đai dát ngọc, kiệu tía, quạt vẽ, lọng tía đến Cổ Trai, tấn phong Mạc Đăng Dung làm An Hưng vương, gia thêm cửu tích. Tháng 6 năm 1527, Mạc Đăng Dung từ Cổ Trai trở lại kinh đô ép Lê Cung Hoàng nhường ngôi. Sử gia Lê Quý Đôn chép: "lúc này thần dân phần nhiều xu hướng về Đăng Dung, đều ra đón về kinh đô".
Ngày 15 tháng 6 năm 1527 Đông các Đại học sĩ Nguyễn Văn Thái soạn tờ chiếu, nội dung như sau:
"Nghĩ Thái Tổ ta, thừa thời cách mệnh, có được thiên hạ, các vua truyền nhau, nối giữ cơ đồ, là do mệnh trời lòng người cùng hợp, cùng ứng nên mới được thế. Cuối đời Hồng Thuận, gặp nhiều tai hoạ, Trần Cảo đầu têu gây mầm loạn ly, Trịnh Tuy giả trá lập kế phản nghịch. Lòng người đã lìa, mệnh trời không giúp. Khi ấy thiên hạ đã không phải là của nhà ta. Ta không có đức, lạm giữ ngôi trời, việc gánh vác không kham nổi. Mệnh trời lòng người đều theo về người có đức. Xét Thái sư An Hưng vương Mạc Đăng Dung nhà ngươi, bẩm tính thông minh, sáng suốt, có tài lược văn võ. Bên ngoài đánh dẹp bốn phương, các nơi đều phục tùng; bên trong coi sóc trăm quan, mọi việc đều tốt đẹp. Công to đức lớn, trời cho người theo. Nay ta cân nhắc lẽ phải, nên nhường ngôi cho. Hãy gắng sửa đức lớn, giữ mãi mệnh trời để ức triệu dân lành được yên vui. Mong kính theo đó."
Lúc bấy giờ rất nhiều quan lại tử tiết để phản đối nhà Mạc giết vua cướp ngôi, từ đó thổi bùng lên ngọn lửa đấu tranh "phù Lê diệt Mạc". Bấy giờ triều thần có Lại bộ Thượng thư Đông các Đại học sĩ Vũ Duệ, Lại bộ Thượng thư Ngô Hoán, Thị thư viện Hàn lâm Nguyễn Mẫn Đốc, quan Đô ngự sử là Nguyễn Văn Vận, quan Hàn lâm hiệu lý là Nguyễn Thái Bạt, quan Lễ bộ Thượng thư là Lê Tuấn Mậu, quan Lại bộ Thượng thư là Đàm Thận Huy, quan Tham chính sứ là Nguyễn Duy Tường, quan Quan sát sứ là Nguyễn Tự Cường, tước Bình Hồ bá là Nghiêm Bá Ký, quan Đô ngự sử là Lại Kim Bảng, Hộ bộ Thượng thư Nguyễn Thiệu Tri, quan Phó Đô ngự sử là Nguyễn Hữu Nghiêm, quan Lễ bộ tả Thị lang là Lê Vô Cương đều là người khoa giáp; có người thì khởi binh phù Lê thất bại và bị giết, có người thì theo vua Lê không kịp, nhảy xuống sông mà chết, người thì quay đầu về Lam Sơn bái lạy rồi tự tử. Sau này, khi dẹp xong nhà Mạc, nhà Lê được trung hưng lại, vua Lê Huyền Tông và triều đình bàn luận công lao, truy phong tước phúc thần cho 13 vị trung thần tiết nghĩa vì nước hy sinh này, trong đó xếp ông Vũ Duệ đứng đầu trong số 13 người.
Mạc Đăng Dung lên ngôi, tức là vua Mạc Thái Tổ, chính thức lập ra Nhà Mạc. Nhà Lê truyền được 100 năm đến đây kết thúc, nhưng công đức vua Lê Thái Tổ và vua Lê Thánh Tông làm cho nhiều người vẫn không quên nhà Lê, cho nên dù Mạc Đăng Dung có cướp được ngôi cũng không được lâu bền. Chẳng bao lâu, khắp nơi nổi lên những đội quân "phù Lê diệt Mạc" muốn diệt trừ Mạc Đăng Dung để khôi phục nhà Lê.

## Thành lập nhà Mạc

### Chính trị - Kinh tế
Ngày 15 tháng 6 năm 1527, Mạc Đăng Dung xưng Hoàng đế, ban lệnh đại xá thiên hạ, đổi niên hiệu là năm Minh Đức thứ nhất; phế truất vua Cung Hoàng làm Cung vương, giam cùng Thái hậu. Vài tháng sau Mạc Đăng Dung ép cả hai phải tự tử, khi chết rồi Đăng Dung sai người mang xác phơi ở quán Bắc Sứ, sau đem chôn ở lăng.
Vào tháng 6, Đăng Dung vào kinh thành, ngự nơi chính điện, tế trời ở đàn Nam giao, dựng tôn miếu, lấy Hải Dương làm Dương Kinh, lập cung điện ở Cổ Trai; truy tôn miếu hiệu, xây dựng mộ phần cho tổ tiên họ Mạc. Lập con trai là Mạc Đăng Doanh làm Thái tử, phong em trai là Quyết làm Tín vương, truy phong em trai là Đốc làm Từ vương, 3 em gái đều phong công chúa, lấy ngày sinh nhật của mình làm ngày Càn Ninh khánh tiết. Đăng Dung dựng thêm một ngôi điện để ở, gọi là điện Phúc Huy, tại phía tây điện Hưng Quốc ở Dương Kinh, phong cho một người tôn thất họ Mạc làm Tĩnh quốc công, trung quan Nguyễn Thế Ân làm Ly quốc công để giúp việc .
Năm 1528, Mạc Đăng Dung muốn đổi tiền làm chính lệnh mới, bèn sai đúc tiền Thông Bảo theo cách đúc tiền cũ, nhưng phần nhiều không thành. Sau lại đúc các loại tiền gián pha kẽm và sắt ban hành các xứ trong nước để thông dụng. Lấy Nguyễn Quốc Hiến làm Phò mã Đô úy Thái bảo Lân quốc công, ban cho họ Mạc; Mạc Quốc Trinh làm Thái sư Lâm quốc công, Mạc Đình Khoa làm Tả đô đốc Khiêm quận công, Thiếu bảo Thông quận công Nguyễn Thì Ung, Lai quận công Trần Phỉ, Thuần Khê hầu Khuất Quỳnh Cửu... gồm 56 người đều được thăng trật, ban tước có thứ bậc khác nhau.
Tháng 10, 1528, Đăng Dung cho là sau khi bình yên, chế độ dần dần lỏng lẻo, ý muốn đổi thay chấn chỉnh lại, liền sai bề tôi là Nguyễn Quốc Hiến bàn định binh chế, điền chế, lộc chế và đặt bốn vệ Hưng quốc, Chiêu vũ, Cẩm y, Kim ngô, năm phủ, các vệ sở trong ngoài, các ty sở thuộc, hiệu ty, tên quan và số lại viên, số người, số lính của các nha môn, phỏng theo quan chế triều trước. Lấy quân trấn giữ xứ Hải Dương cho lệ thuộc vào vệ Hưng quốc, quân trấn giữ xứ Sơn Nam lệ thuộc vào vệ Chiêu vũ, quân trấn xứ Sơn Tây lệ thuộc vào vệ Cẩm y, quân trấn xứ Kinh Bắc lệ thuộc vào vệ Kim ngô. Phân bổ các ty, mỗi ty đặt 1 viên Chỉ huy sứ, 1 viên Chỉ huy đồng tri, 1 viên Chỉ huy thiêm sự, 10 viên Trung hiệu, 1100 Trung sĩ, chia thành 22 phiên để túc trực. Nếu có công lao thì bổ lên chức Thiên hộ, Thống chế, Quản lĩnh, Trung úy. Mỗi vệ đặt 1 viên Thư ký, dùng hạng Ký lục xuất thân khi trước, như là bổ các chức thủ lĩnh mục dân. Còn các Trung sĩ thì theo lệ chia phiên, mỗi phiên thành 5 giáp, mỗi giáp đặt một viên Giáp thủ, quan bản ty chọn lấy hạng trung hiệu người nào đích đáng thì làm bản đưa lên để thăng bổ. Đăng Dung lại mở khoa thi cử nhân, lấy Đỗ Tông và 27 người trúng tuyển.
Mùa đông năm 1529, Mạc Đăng Dung đã làm vua được 3 năm, tự thấy mình tuổi già, bèn truyền ngôi cho con trưởng Đăng Doanh, tự xưng là Thái thượng hoàng, ra ở điện Trường Quang, coi nghề đánh cá làm thú ngao du tự lạc. Theo sử gia Lê Quý Đôn, Đăng Dung về Cổ Trai ở là để trấn giữ nơi căn bản, làm ngoại viện cho con nhưng vẫn quyết định những việc trọng đại. Đăng Doanh lên làm Hoàng đế, dựng cung điện nguy nga cho cha ở, mỗi tháng vào ngày 8, 22 dẫn bá quan tới triều yết.
Đến năm 1532, lại mở khoa thi, lấy đỗ Nguyễn Thiến, Bùi Vinh, Ngô Sơn Khoái... tổng cộng 27 người tất cả. Năm 1535 mở khoa thi, lấy đỗ Nguyễn Bỉnh Khiêm tổng cộng 32 người. Năm 1538 mở khoa thi, lấy đỗ Giáp Hải tổng cộng 36 người.
Ra lệnh cấm người các xứ trong, ngoài không được cầm giáo mác và dao nhọn, can qua, cùng những binh khí khác hoành hành trên đường đi. Ai vi phạm thì cho phép ty bắt giữ. Từ đấy, người buôn bán và kẻ đi đường đều đi tay không, ban đêm không còn trộm cướp, trâu bò thả chăn không phải đem về, chỉ cần mỗi tháng xem lại một lần, có khi sinh đẻ cũng không biết được là gia súc nhà mình. Trong khoảng vài năm, người đi đường không nhặt của rơi, cổng ngoài không phải đóng, được mùa liên tiếp, trong cõi tạm yên.

### Nhà Hậu Lê khôi phục chống Mạc
Lúc Đăng Dung cướp ngôi nhà Lê, thần dân thất vọng, cả nước hoang mang, Đăng Dung sợ lòng người nhớ vua cũ, để lại sinh biến, nên phải tuân giữ pháp độ của Nhà Lê, không dám thay đổi, phủ dụ thần dân, trấn áp lòng người, che bịt mắt tai họ. Lại lập mưu tìm con cháu các nhà thế gia công thần, nhưng những người ấy vẫn nhớ về nhà Lê, phần nhiều chạy vào rừng núi, phần ẩn náu không chịu ra, kẻ tụ tập làm cướp, kẻ ra nước ngoài làm quan.
Năm 1530, cháu ngoại họ Lê tên Lê Ý khởi binh ở Thanh Hóa chống lại họ Mạc, quân số vài vạn người, Mạc Đăng Dung tự thân cầm vài vạn quân thủy bộ giao chiến với Lê Ý ở sông Mã, quân Đăng Dung thường thua luôn, đành dẫn quân về, để Mạc Quốc Trinh ở lại chống giữ. Sau đó Mạc Đăng Doanh từ kinh sư dẫn quân vào, giao chiến với Lê Ý, lại bị đánh bại, dẫn quân trở về. Sau những chiến thắng, Lê Ý chủ quan, quân ít lương hết, đội ngũ rời rạc, Mạc Quốc Trinh nghe tin báo liền dẫn quân tinh nhuệ tập kích, bắt sống Lê Ý về kinh sư sai ngựa xé xác.
Lê Ý thất bại nhưng thổ tù các nơi vẫn không quy phục Nhà Mạc, Nguyễn Kim đóng ở Ai Lao, anh em Trịnh Ngung, Trịnh Ngang chiếm cứ xứ Thái Nguyên; Vũ Văn Uyên chiếm xứ Tuyên Quang, các tướng này đều danh nghĩa phục quốc. Suốt một dải ven núi các xứ Thanh, Nghệ, Tuyên, Hưng đều không theo họ Mạc.
Năm 1531, viên Bích Khê hầu Lê Công Uyên, người huyện Lôi Dương, cháu của công thần thời vua Lê Thái Tổ là Lê Văn Linh, khởi binh đánh vào cửa Chu Tước, bị thua phải chạy vào Thanh Hóa. Đăng Dung phát binh diệt trừ, Lê Công Uyên bị giết, xứ Thanh Hóa, Nghệ An binh hỏa liên miên, nhân dân lưu tán, vườn ruộng bỏ hoang.
Ở Ai Lao, con nhà dòng dõi công thần Nguyễn Đức Trung từ thời vua Lê Thái Tổ là An Thành hầu Nguyễn Kim, con của Nguyễn Hoằng Dụ và cháu của Nguyễn Văn Lang lập con của Lê Chiêu Tông tên Lê Ninh lên làm hoàng đế, khôi phục nhà Lê. Mùa hạ năm 1537, tướng nhà Mạc là Tây An hầu Lê Phi Thừa cai quản bảy huyện Thanh Hoa, thu vét chỗ đinh tam ti mà sang Ai Lao quy thuận nhà Lê.
Năm 1539, Trang Tông dùng con rể Nguyễn Kim là Trịnh Kiểm làm Dực quốc công, cùng Trịnh Công Năng và Lại Thế Vinh cùng xuất quân đánh Mạc. Đăng Dung mang quân đến đánh, bị thua to. Đến năm 1540 Mạc Đăng Doanh chết, Đăng Dung trở về Thăng Long, dựng cháu nội là Phúc Hải lên nối ngôi.
Mùa xuân năm 1542, vua Lê Trang Tông đích thân làm tướng ra đánh Thanh Hoa, dùng quận Thụy Hà Thọ Tường làm Ngự doanh đề thống. Nguyễn Kim dẫn quân đi trước, tấn công Thanh - Nghệ, nhiều người hưởng ứng theo, thanh thế rất lẫy lừng.

### Ngoại giao với Nhà Minh

#### Việc cắt đất lần thứ nhất
Sau khi lên ngôi được 1 năm, tức năm 1528, Mạc Đăng Dung sai người sang Yên Kinh báo với Nhà Minh với nội dung là con cháu họ Lê không còn ai thừa tự nữa, dặn cho đại thần họ Mạc tạm trông coi việc nước, cai trị dân chúng. Vua Minh không tin, sai người dò la tin tức, ngầm lập con cháu họ Lê lên. Mạc Đăng Dung sai người trả lời bằng lời lẽ văn hoa, đem nhiều vàng bạc đút lót. Đến khi sứ giả Nhà Minh về, mật tâu với vua Minh là con cháu Nhà Lê đã hết, đã ủy thác cho họ Mạc, người trong nước đều theo phục cả. Vua Minh mắng sứ giả, Đăng Dung sợ vua Minh hỏi tội liền lập mưu cắt đất dâng nhân dân hai châu Quy, Thuận và hai tượng người bằng vàng, bạc cùng châu báu vật lạ. Vua Minh nhận, từ đó Bắc Nam thông hiếu đi lại.

#### Về việc cắt đất lần thứ hai

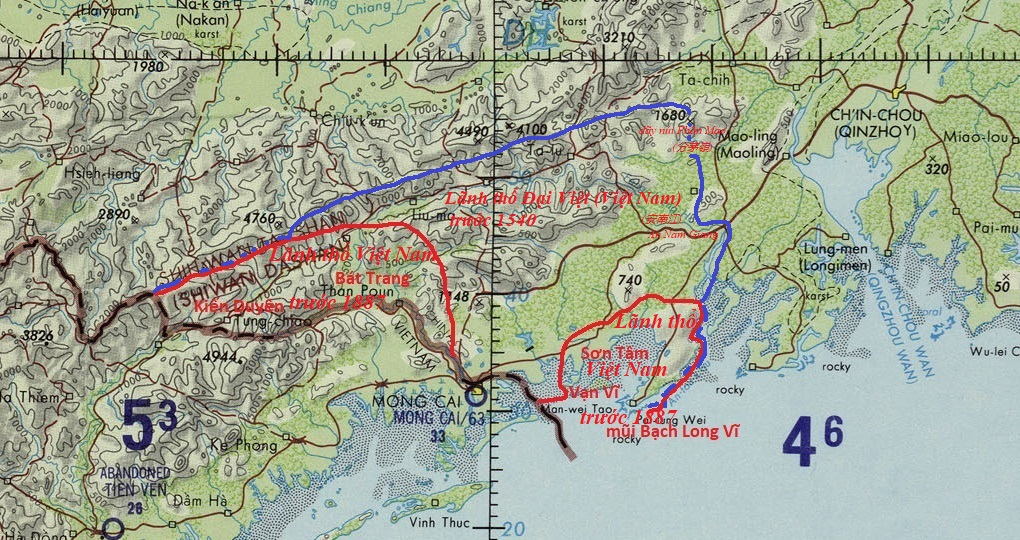
Biên giới phía đông bắc Việt Nam với Trung Quốc qua các thời kỳ phong kiến và hiện đại. Các vùng lãnh thổ đông bắc Việt Nam mất về Trung Quốc, trong đó có vùng đất Mạc Đăng Dung nộp nhà Minh năm 1540. Phần đất này thực tế là đất tranh chấp. Về phạm vi cũng cần được xét lại. Nếu theo Toàn Thư thì các động này chỉ là một phần của châu Vĩnh An, thuộc trấn Yên Quảng, tức là An Bang thừa tuyên, tức là khu vực Quảng Ninh ngày nay, mà thừa tuyên này có 1 phủ (Đông Hải), 3 huyện (Hoành Bồ, An Hưng, Chi Phong), 4 châu (Tân An, Vạn Ninh, Vân Đồn, Vĩnh An), xét như vậy đã có thể thấy phạm vi các động này không thể lớn như thế được.

Năm 1529, bề tôi cũ của triều Lê là Trịnh Ngung, Trịnh Ngang sang Nhà Minh tố cáo với Nhà Minh việc họ Mạc. Mạc Đăng Dung đem nhiều vàng bạc đút lót để phá; việc không thành, hai anh em chết ở Trung Quốc. Năm 1533, An Thành hầu Nguyễn Kim lập vua Lê Trang Tông ở Ai Lao, sai Trịnh Duy Liêu vượt biển sang Nhà Minh, Duy Liêu tâu rằng, Mạc Đăng Dung tiếm loạn, chiếm kinh thành ngăn trở đường đi nên từ lâu bỏ việc cống. Vua Minh hay tin, bèn sai Hàm Ninh hầu Cừu Loan làm Tổng đốc quân vụ, Binh bộ Thượng thư Mao Bá Ôn làm Tham tán quân vụ đem quân sang đóng gần cửa Nam Quan rồi truyền hịch đi mọi nơi, hễ ai bắt được cha con Mạc Đăng Dung thì thưởng cho quan tước và hai vạn bạc. Lại sai người đưa thư sang cho Mạc Đăng Dung bảo phải đưa sổ ruộng đất nhân dân sang nộp và chịu tội, thì được tha cho khỏi chết. Năm 1536, Nguyễn Kim lại sai Trịnh Viên sang Nhà Minh tâu trình. Năm 1538, triều Mạc sai Nguyễn Văn Thái sang Nhà Minh dâng biểu xin hàng và xin được phân xử.
Theo Trần Trọng Kim trong sách Việt Nam sử lược: Việc định sang đánh họ Mạc không phải là vua Nhà Minh có vị gì họ Lê, nhưng chẳng qua cũng muốn nhân lúc nước Nam có biến, lấy cớ mà sang làm sự chiếm giữ như khi trước sang đánh họ Hồ vậy. Ta phải biết rằng phàm những việc nước nọ giao thiệp với nước kia thì thường là người ta mượn tiếng "vị nghĩa" mà làm những việc "vị lợi" mà thôi.
Năm 1540, Mạc Đăng Doanh chết, Mạc Đăng Dung lập cháu Phúc Hải lên nối ngôi. Mùa đông, tháng 11, Mạc Đăng Dung cùng với cháu là Văn Minh và bề tôi là Nguyễn Như Quế, Đỗ Chế Khanh, Đặng Văn Tri, Lê Thuyên, Nguyễn Tổng, Tô Văn Tốc, Nguyễn Kinh Tế, Dương Duy Nhất, Bùi Trí Vĩnh, qua Trấn Nam Quan, mỗi người đều cầm thước, buộc dây ở cổ, đi chân không đến phủ phục trước mạc phủ của quân Minh quỳ gối, cúi đầu dâng tờ biểu đầu hàng, nộp hết sổ sách về đất đai, quân dân và quan chức cả nước để chờ phân xử, dâng các động Tê Phù, Kim Lặc, Cổ Sâm, Liễu Cát, An Lương, La Phù của châu Vĩnh An trấn Yên Quảng, xin cho nội thuộc vào Khâm Châu. Lại xin ban chính sóc, cho ấn chương, để kính cẩn coi giữ việc nước và chờ lệnh thay đổi hay quyết định khác. Lại sai Văn Minh và Nguyễn Văn Thái, Hứa Tam Tỉnh mang biểu đầu hàng sang Yên Kinh.
Tướng Nhà Minh bèn xin với vua Minh ban cho lịch, cho ấn chương và bảo ông giữ cẩn thận để quyết định sau. Năm 1541, Nhà Minh phong làm An Nam đô thống ty sứ, cho ấn bạc, vẫn cho thế tập. Còn 13 lộ cứ để tên cũ, đều lập phủ ty, đặt các chức như Tuyên phủ, Đồng tri, Phó sứ và Thiêm sự, cho chức Đô thống sứ được cai quản, điều khiển và phải triều cống.

## Qua đời
Sau khi lên biên giới để cắt đất trở về, ngày 22 tháng 8 năm 1541, vua Mạc Thái Tổ băng hà, hưởng dương 57 tuổi. Trước khi băng hà ông có để lại di chúc dựng đàn chay cúng Phật và khuyên Mạc Phúc Hải phải nhanh chóng về kinh sư để trấn an nhân tâm và xã tắc là trọng.

## Gia quyến
- Cha: Mạc Hịch
- Mẹ: Đặng Thị Hiếu

## Con cái
- Hoàng thái tử Mạc Đăng Doanh
- Hoàng tử Mạc Chính Trung
- Hoàng tử Mạc Phục Sơn
- Hoàng tử Mạc Nhân Phú
- Hoàng tử Mạc Quang Khải
- Hoàng tử Mạc Nhân Quảng
- Hoàng tử Mạc Đại Độ
- Công chúa Mạc Ngọc Thọ
- Công chúa Mạc Ngọc Châu
- Công chúa Mạc Ngọc Quang
- Công chúa Mạc Ngọc Tư

## Nhận định
Theo sách Đại Việt sử ký toàn thư, những sử quan biên soạn sách đã không chép triều Mạc thành một kỷ như nhiều triều đại khác mà chỉ gọi là phần phụ. Theo sử quan Đăng Bính nhận định: "Lúc bấy giờ, kẻ quyền gian thế lớn, bọn thần hạ khác lòng, thiên tử bị cô lập ở trên, cả triều không một ai có thể ủy thác được, muốn không sụp đổ, có thể được không? Rốt cuộc xảy ra mối hoạ cho Quang Thiệu, Thống Nguyên, bức hiếp lòng người, dối vua đến gò hoang, cướp lấy thiên hạ của triều Lê, tiếm xưng vị hiệu, vào ở nhà vàng, đủ vành giảo quyệt. Lấy một xó đất Hải Dương gọi là Dương Kinh, tự tiện phế bỏ lăng tẩm của Lê triều, chém giết con cháu các công thần đời trước. Xét những việc làm của nó, không khác gì Tào Tháo. Đáng đau xót biết chừng nào!"
Đến thế kỷ XVIII, các sử quan Lê Quý Đôn, Phan Huy Chú, khi soạn sách Đại Việt thông sử, Lịch triều hiến chương loại chí, Kiến văn tiểu lục, với những phần như Quan chức chí, Khoa cử,... đều không coi triều Mạc là một triều đại chính thức. Họ đều không chép gì quan chế, khoa cử,... triều Mạc trong sách, coi như triều Mạc không tồn tại. Lê Quý Đôn trong phần Nhân vật chí, viết phần về các nhân vật Nhà Mạc là "Nghịch thần truyện", gọi Nhà Mạc là Nguỵ Mạc; Phan Huy Chú trong phần Nhân vật chí gọi là phần Sự tích nhà Nhuận Mạc (Nhuận tức là thừa). Chữ Nhuận mà các sử quan dùng để ghi Nhuận Mạc, tức là Nhuần, là cái phụ thuộc, như tháng nhuần, ngày nhuần. Từ này lấy trong sách Lễ ký, Dĩ tứ thời thành tuế dĩ vi nhuận nguyệt, nghĩa là lấy những ngày thừa trong một thời gian để làm ra tháng nhuần. Như thế có thể hiểu nhuần là chắp vá không chính thức.
Địa điểm nơi mà Mạc Đăng Dung lên biên giới cắt đất cho quan Nhà Minh sau được gọi là Thành Thụ hàng, đến năm 1790 nhà ngoại giao Tây Sơn là Ngô Thì Nhậm đi sứ sang Trung Quốc qua đây đã làm bài thơ Thành thụ hàng:
Lối qua Mạc Phủ tới Bằng Tường,
Thành Thụ hàng xưa, dấu cố cương.
Núi tựa Lạng Sơn, dòng suối ít,
Mốc nêu hạ Thạch, dặm đường trường.
Tuyết bay tàn pháo, đồn canh khắp,
Sấm chuyển guồng xe, bến nước vang.
Đô thống xin hàng, trò khốn nạn,
Nghìn năm bán nước tiếng Nghi Dương.
Đến thế kỷ XX, những nhân vật người Nghệ An, Hà Tĩnh như Trần Trọng Kim hoặc Phan Bội Châu đã phê phán nặng lời việc Mạc Đăng Dung cắt đất, quỳ lạy quan Nhà Minh. Theo Trần Trọng Kim viết trong Việt Nam sử lược: "Mạc Đăng Dung đã làm tôi Nhà Lê mà lại giết vua để cướp lấy ngôi, ấy là một người nghịch thần; đã làm chủ một nước mà không giữ lấy bờ-cõi, lại đem cắt đất mà dâng cho người, ấy là một người phản quốc. Làm ông vua mà không giữ được cái danh-giá cho trọn-vẹn, đến nỗi phải cởi trần ra trói mình lại, đi đến quỳ lạy ở trước cửa một người tướng của quân nghịch để cầu lấy cái phú-quí cho một thân mình và một nhà mình, ấy là một người không biết liêm-sỉ. Đối với vua là nghịch thần, đối với nước là phản quốc, đối với cách ăn-ở của loài người, là không có nhân-phẩm; một người như thế ai mà kính phục? Cho nên dẫu có lấy được giang-sơn Nhà Lê, dẫu có mượn được thế Nhà Minh bênh-vực mặc lòng, một cái cơ-nghiệp dựng lên bởi sự gian-ác hèn-hạ như thế, thì không bao giờ bền-chặt được. Cũng vì cớ ấy cho nên con cháu họ Lê lại trung-hưng lên được".
Phan Bội Châu trong sách Việt Nam vong quốc sử đã cho rằng Mạc Đăng Dung với tội trạng cắt đất, nhận Đại Việt làm quận huyện Trung Quốc thì đáng phải chém.
Theo học giả Đào Duy Anh chép trong sách địa lý Đất nước Việt Nam qua các đời: Châu Vĩnh An - chép rằng Lý Thái Tổ đổi trấn Triều Dương làm châu Vĩnh An; châu Vĩnh An đời Lê Thánh Tông có trấn Ngọc Sơn. Chúng ta biết rằng sử chép Mạc Đăng Dung nộp sáu động thuộc châu Vĩnh An, trấn Yên Bang cho Nhà Minh. Có lẽ châu Vĩnh An đời Hồng Đức còn gồm cả miền đông huyện Móng Cái và một dải đất ở phía bắc tương đương với 6 động Mạc Đăng Dung cắt cho Nhà Minh và đến thời Lê Trung hưng thì châu Vĩnh An có lẽ vì việc cắt đất của Nhà Mạc đã bị thu hẹp lại chỉ còn dải đất phía đông huyện Móng Cái, từ địa giới Đông Hưng của Trung Quốc đến Mũi Ngọc và các đảo ở phía tây nam.
Theo K.W. Taylor, một sử gia người Mĩ, đã có cuộc xung đột giữa hai trung tâm quyền lực là vùng Đông Kinh tức Hà Nội ngày nay và vùng Thanh Hóa - Nghệ An. Thời Nhà Hồ, việc Hồ Quý Ly, người Thanh Hóa cướp ngôi Nhà Trần đã dẫn tới người Kinh lộ đã ủng hộ Nhà Minh, như gia đình Mạc Thúy - ông tổ của Mạc Đăng Dung đã theo hàng Nhà Minh. Sau hơn 100 năm, Đông Kinh lại hỗn loạn. Nhân vật tái lập trật tự ở Đông Kinh, Mạc Đăng Dung, là thành viên trong cùng gia đình họ Mạc mà từng ủng hộ Nhà Minh một thế kỷ trước. Ông tập hợp nhóm cận thần mở rộng cửa cho các gia đình Đông Kinh và thành công trong việc huy động sự ủng hộ địa phương. Một chi tiết quan trọng nhưng ít được nhắc tới là Đông Kinh đã trung thành sâu sắc với gia đình họ Mạc trong thế kỷ XVI và Đông Kinh đã cứng rắn chống lại cuộc chinh phục của đoàn quân Thanh Nghệ vào cuối thế kỷ này.

### Ý kiến nhận định của các sử gia thời hiện đại
Từ những năm thập kỷ 70, các sử gia hiện đại Việt Nam đã phê phán hành động của Mạc Đăng Dung rất kịch liệt, nhưng những năm sau đó, những người ở miền Bắc Việt Nam như Nguyễn Văn Siêu (Hà Nội), Lê Văn Hoè (Hà Đông), Phạm Văn Sơn (Hà Nội), Trần Quốc Vượng (Hà Tây), Trần Gia Phụng, Trần Khuê, Trần Lâm Biền, Vũ Khiêu, Văn Tạo, Đinh Khắc Thuân, Nguyễn Gia Kiểng, Phan Đăng Nhật, Trần Thị Vinh đã có tiếng nói đối lập với các tri thức ở Nghệ An khi cho rằng đất mà Mạc Đăng Dung cắt là đất khống hoặc đất ấy vốn của vua Lê Thái Tổ chiếm nay trả lại, và hành động của Mạc Đăng Dung là để mang lại hòa bình cho đất nước. Những ý kiến ấy được lược trích dưới đây:
Các bộ chính sử thời phong kiến của Việt Nam do các triều đại đối địch với Nhà Mạc biên soạn như Toàn thư (do nhà Lê-Trịnh sai biên soạn bổ sung ở thế kỷ XVII), Cương mục (do Quốc sử quán triều Nguyễn biên soạn ở thế kỷ XIX) đều viết về hai sự kiện Mạc Đăng Dung cắt đất cho Nhà Minh. Theo Đại Việt sử ký toàn thư: "Năm 1528, cắt đất dâng nhân dân hai châu Quy, Thuận và hai tượng người bằng vàng và bạc cùng châu báu, của lạ, vật lạ. Vua Minh thu nhận". Trong Cương mục cũng đặt vấn đề nghi ngờ về sự việc năm 1528 mà Toàn thư đã chép. Các sử gia ngày nay xác định rõ rằng hai châu Quy Hóa và Thuận An đã mất sang tay Nhà Tống từ thời Nhà Lý, do hai thủ lĩnh Nùng Trí Hội và Nùng Trí Cao nộp cho Tống.
Trong sách Phương Đình Dư Địa chí, học giả Nguyễn Văn Siêu đầu thời Nguyễn ở thế kỷ XIX, sau khi khảo cứu các sách địa lý Trung Quốc và Việt Nam, đã kết luận: "Mấy động Như Tích thuộc châu Vĩnh An mới có từ niên hiệu Thuận Thiên. Nhà Mạc trả lại cho Nhà Minh đất cũ đã lấn, không phải là cắt đất để đút lót vậy".
Các sử gia ngày nay có quan điểm thống nhất với Nguyễn Văn Siêu. Về "nghi án" dâng đất cho ngoại bang của Mạc Đăng Dung, Trần Khuê ("Cần hiểu đúng Nguyễn Bỉnh Khiêm và Vương triều Mạc", 1991) cũng có những phân tích chi tiết:
Tác giả Đại Việt sử ký toàn thư (do nhà Lê-Trịnh biên soạn bổ sung ở thế kỷ XVII) coi Nhà Mạc là "ngụy triều" nên không thèm chép riêng thành một kỷ và gọi một cách khinh bỉ là "Mạc thị". Lê Quý Đôn thì xếp tất cả các vua Mạc vào loại "nghịch thần". Sử quán triều Nguyễn thì càng khe khắt, khỏi bàn. Sử gia Trần Trọng Kim thì mạt sát hết lời... Tất nhiên khi chép về sự kiện vua quan Nhà Nguyễn lần lượt cắt đất ba tỉnh miền Đông, rồi ba tỉnh miền Tây Nam kỳ, rồi đầu hàng và dâng cả đất nước Đại Nam cho xâm lược Pháp, thì sử gia Trần Trọng Kim lại chuyển giọng khác.
Sử gia coi đó không phải là chuyện "phản quốc" và "vô liêm sỉ"... mà là chuyện có thể thông cảm được. Vua Tự Đức vẫn là một đấng anh quân đáng kính phục vì dẫu sao ngài vẫn là một ông vua hay chữ và lại rất có hiếu với mẹ ngài.
Khen, chê là thẩm quyền của các sử gia. Điều tôi muốn bàn ở đây là vấn đề sự thật lịch sử. Không cần thiết phải bênh vực cho vua Mạc hay bất cứ thứ vua chúa nào. Nhưng khi thấy sự thật lịch sử bị bóp méo hoặc xuyên tạc thì cần đính chính.
Về chuyện cắt đất cho Nhà Minh, tác giả Đại Việt sử ký toàn thư có ghi hai lần.
...Như thế là tác giả Đại Việt sử ký toàn thư ghi chép rằng Mạc Đăng Dung nộp cho Nhà Minh 6 động của châu Vĩnh An. Còn Trần Trọng Kim thì chép là Mạc Đăng Dung "xin dâng đất 5 động: là động Tê Phù, động Kim Lạc, động Cổ Xung, động Liễu Cát, động La Phù và đất Khâm Châu".
Thế là không rõ căn cứ vào tư liệu, văn bản nào mà sử gia Trần Trọng Kim bớt đi một động (An Lương) chép sai tên một động (Cổ Sâm thành Cổ Xung) và đặc biệt là thêm ra một châu (châu Khâm). Chưa cần phải kiểm tra, khảo cứu gì cũng lập lức thấy ngay sử gia Trần Trọng Kim đã bịa thêm ra cái gọi là "Khâm Châu". Khâm Châu là đất thuộc Trung Quốc từ trước đời Nhà Tống và đến đời Minh, và đến tận ngày nay nó vẫn là đất của Trung Quốc; làm sao Mạc Đăng Dung lại có thể cắt đất dâng nộp phần đất không phải của nước mình?
Về hai châu Quy Thuận cũng thế, học giả Đào Duy Anh đã chứng minh rằng tác giả Đại Việt sử ký toàn thư nhầm. Đó là hai châu của Trung Quốc.
Đào Duy Anh đã khảo chứng và chú giải như sau: "Minh sử quyển 321 chỉ chép: (Cướp ngôi rồi) qua một năm thì (Mạc Đăng Dung) sai sứ sang cống, đến thành Lạng Sơn bị đánh mà trở về chứ không chép việc Đăng Dung dâng đất hai châu Quy Thuận để tạ tội. Vả chăng hai châu Quy Thuận thì Nhà Tống đã chiếm từ thời Lý nước ta rồi.
Hai châu Quy Thuận là châu Quy Hóa và châu Thuận An. Trung Quốc địa danh đại từ điển nói rằng châu Quy Hóa đời Tống trị sở ở tại huyện Nghi Sơn tỉnh Quảng Tây. Nhà Tống đặt châu ấy với đất Vật Dương do Nùng Trí Hội nộp. Châu Thuận An thì Nhà Tống đặt ở đất Vật Ác do Nùng Tôn Đản nộp, và các đất Lôi Hỏa, Kế Thành, Ôn Nhuận. Hai châu ấy về sau trở thành châu Quy Thuận tỉnh Quảng Tây".
...Còn sử gia Trần Trọng Kim thì vừa xuyên tạc, vừa buông lời mạt sát Nhà Mạc một cách thiếu thận trọng.
Nếu Mạc Đăng Dung có mắc tội thì không phải là cái tội "cắt đất mà dâng cho người" mà "tội" của Mạc Đăng Dung là đã xâm lấn đất của người rồi không giữ nổi lại phải đem nộp trả lại đất đã lấn. Điều đáng buồn là những điều chép sai ngoa trong sử sách như vậy cứ được truyền thấm vào tim óc hết thế hệ này đến thế hệ khác và đáng sợ hơn nữa nó lại thấm cả vào ngòi bút của mấy nhà biên soạn sử của ta dưới sự chỉ đạo trực tiếp của Ủy ban KHXH Việt Nam.
Nhà nghiên cứu Huệ Thiên trong bài viết "Mạc Đăng Dung có dâng đất cho Nhà Minh hay không?" :
Xưa nay sử chép rằng Thái Tổ Nhà Mạc là Mạc Đăng Dung đã cắt đất Đại Việt dâng cho Nhà Minh để bảo vệ ngôi báu, lưu lại tiếng xấu muôn đời. Sự thật có phải hoàn toàn đúng như thế không và nếu không thì điều ngoa truyền này bắt đầu từ đâu và với ai?
...Đến năm Chính Hòa thứ 18 (1697) đời Lê Hi Tông, Trịnh Căn (1633-1709) lại sai Lê Hi (1646-1702) tổ chức hiệu đính công trình của nhóm Phạm Công Trứ và chép thêm phần bản kỷ tục biên từ đời Lê Huyền Tông (1662-1671) đến hết đời Lê Gia Tông (1671-1675) để đưa khắc ván in mà "ban bố cho thiên hạ". Phần chép thêm của Đại Việt sử ký toàn thư gồm 24 quyển. Đây chính là bộ Đại Việt toàn thư mà chúng ta đang sử dụng hiện nay.
...Bằng quan điểm chính thống đến mức cực đoan, Phạm Công Trứ không những đã kiệt liệt lên án hành động "tiếm ngôi" của Mạc Đăng Dung mà còn không ngần ngại dùng cả thủ đoạn xuyên tạc sự thật để bôi nhọ nhân vật đã sáng lập ra Nhà Mạc nữa. Chứng cứ về sự xuyên tạc đó là đã hai lần ĐVSKTT chép việc Mạc Đăng Dung dâng đất cho Nhà Minh.
Lần đầu tiên bộ sử này ghi: "Năm Mậu Tí (1528) Mạc tiếm hiệu Minh Đức thứ 2 (...) Đăng Dung sai người sang Yên Kinh báo với Nhà Minh rằng là họ Mạc tạm trông coi việc nước, cai trị dân chúng. Nhà Minh không tin (...) Đăng Dung sợ Nhà Minh đem quân sang hỏi tội, bèn lập mưu cắt đất dâng nhân dân hai châu Quy, Thuận và hai hình người bằng vàng bạc cũng là châu báu của lạ, vật lạ, Nhà Minh thu nhận. Từ đấy Nam Bắc lại thông sứ đi lại" (ĐVSKTT, Tập IV –trang 121 - 122).
Việc ghi chép này hoàn toàn sai sự thật. Quy, Thuận chính là Châu Quy Hóa và Châu Thuận An. Hai châu này thuộc về Trung Hoa vào thời Nhà Tống từ những năm 60 của thế kỷ XI.
...Lần thứ hai mà ĐVSKTT ghi chép về việc "dâng đất" của Mạc Đăng Dung là như sau: "Canh Tí (1540) Mạc Đại Chính năm thứ 11 (...) mùa đông, tháng 11, Mạc Đăng Dung (...) dâng tờ biểu xin hàng, biên hết đất đai, quân dân quan chức trong nước để xin xử phân, nộp các động Tê Phù, Lim Lạc, Cổ Sâm, Liêu Cát, An Lương, La Phù của Châu Vĩnh An trấn Yên Quảng xin cho nội thuộc, lệ vào Khâm Châu..."(ĐVSKTT, tập IV, trang 131-132). Đây là tư liệu chính mà các sách lịch sử về sau của ta luôn nhắc đến để kết tội Mạc Đăng Dung. Trước hết cần nói rõ là số lượng và tên gọi các động ghi trong các sách có chỗ đại đồng tiểu dị. Chẳng hạn Lê Thành Khôi thì căn cứ vào ĐVSKTT mà chép là 6 động, nhưng lại ghi Cổ Sâm thành Cổ Xung (Le Viet Nam Histore etcin lisation, Leseditions deminuít, Paris, 1955, P.263); Trần Trọng Kim chỉ chép 5 động - không có An Lương (Việt Nam), Trương Hữu Quýnh, Nguyễn Phan Quang và Nguyễn Cảnh Minh thì ghi 5 động là: Tư Lẫm, Kim Lạc, Cổ Sâm, Liêu Cát và La Phù (sđd-92, tập 1, Hà Nội, 1971, trang 75). Thực ra, sự việc chỉ liên quan đến 4 động là Tư Lẫm, Cổ Sâm, Liễu Cát, La Phù và có chăng thì chỉ việc Mạc Đăng Dung trả đất chứ không hề có việc Mạc Đăng Dung dâng đất của Đại Việt cho Nhà Minh. Sự thực bốn động nêu trên đều thuộc trấn Như Tích vốn là đất Trung Hoai ít nhất từ đời Tống. Trấn này nằm cách Khâm Châu (Quảng Đông) 160 dặm về phía tây và cách Châu Vĩnh An của Đại Việt 20 dặm. Đây là một vùng núi cao, địa thế hiểm trở. Đầu đời Tống các động này dã đặt các chức động trưởng để trông coi và sang đời Minh, niên hiệu Hồng Vũ năm đầu (1368), vua Minh lại đặt chức Tuần ti ở Như Tích để thống lĩnh các động này một cách chặt chẽ hơn. Như đã trình bày về hai châu Quy, Thuận, các động trưởng dọc biên giới Việt - Trung thường tùy theo tình hình thực tế mà thay đổi thái độ thần phục đối với Trung Hoa hoặc Đại Việt.
...Vậy là ngay một số ghi chép trong ĐVSKTT như đã trích dẫn trên cũng đủ cho thấy hoàn toàn không có chuyện Mạc Đăng Dung cắt đất của Đại Việt để dâng cho Nhà Minh. Có chăng chỉ là các sử thần Lê-Trịnh vì mục đích chính trị đã xuyên tạc sự thật lịch sử để hạ nhục Nhà Mạc mà thôi.
Trong bài "Sách lược ngoại giao của Nhà Mạc" (Tạp chí Cửa biển, số 75/2004), tác giả Ngô Đăng Lợi đã trích dẫn sách "Khâm Châu chí" của Trung Quốc cho rằng: "Bảy động Chiêm Lăng, Thi La, Tư Lặc, Liêu Cát, Cổ Lâm, Tư Sẫm, La Phù (tức là những xứ đất dọc biên giới Việt – Trung mà Nhà Minh đòi Nhà Mạc phải trả lại) nguyên là đất quận Thi La, Chiêm Lãng, Như Tích đời Tuyên Đức Nhà Minh, bọn Hoàng Kim Quảng, trưởng động Tư Lẫm làm phản chiếm cứ Tư Lẫm, La Phù, Cổ Sâm, Liêu Cát, nhân đó uy hiếp cả động Tư Lặc cùng tuần ty kênh Phật Đào gồm 9 thôn, đăng dài hơn 200 dặm phụ về nước An Nam..."

#### Về vấn đề quy thuận
Cũng theo Toàn thư:
[năm] 1540... tháng 11, Mạc Đăng Dung... qua trấn Nam Quan... phủ phục trước Mạc phủ của quân Minh quỳ gối, cúi đầu dâng tờ biểu đầu hàng, nộp hết sổ sách về đất đai, quân dân và quan chức cả nước... dâng các động Tê Phù, Kim Lặc, Cổ Sâm, Liễu Cát, An Lương, La Phù của châu Vĩnh An trấn Yên Quảng, xin cho nội thuộc vào Khâm Châu... Lại sai bọn... mang biểu đầu hàng sang Yên Kinh (Sử ký) nhưng về việc này có mâu thuẫn với sách Khâm Châu chí của Nhà Thanh và Quảng Yên sách.
Về sự việc cắt đất này, còn có nhiều ý kiến khác nhau. Việc cắt đất bị nhiều sử gia về sau lên án gay gắt, nhưng cũng có ý kiến cho rằng ông làm thế là khôn khéo nhất, vì cùng một lúc không thể chia sẻ lực lượng ra để chống lại hai thế lực: Nhà Minh ở phía bắc, liên minh Lê - Nguyễn ở phía nam.
Trên thực tế, điều này (dù có hay không) đã ngăn không cho Nhà Minh đem quân vào Đại Việt và kể từ sau khi ông mất thì cháu ông, Mạc Phúc Hải vẫn là người có toàn quyền tối cao điều hành đất nước từ địa phận Ninh Bình ngày nay trở ra.
Về sự kiện này, GS Trần Quốc Vượng cho rằng:
Hành động "đầu hàng" của Nhà Mạc do Minh sử chép là một sự phóng đại để khoe khoang, hành động ấy vua Lê sau này cũng lặp lại gần nguyên xi thì lại không bị sử gia Nhà Lê nêu lên để phê phán. Đó (việc làm của vua Mạc) chẳng qua là một hành động "tượng trưng" (quàng dây lụa vào cổ, không phải là tự trói), một sự "nhún mình" (cũng có thể nói là hơi quá đáng) của một nước nhỏ đối với nước lớn trong điều kiện tương quan chính trị ngày xưa (và nên nhớ lúc ấy Mạc Đăng Dung đã thôi ngôi vua được 10 năm rồi và là một ông già sắp chết (từ Nam quan trở về được mấy tháng thì ông qua đời), ông già này gánh nhục cho con, cho cháu và cho cả nước mà cứ bị mang tiếng mãi!). Tất cả ứng xử của Mạc với Minh cũng chỉ nằm trong một chiến lược ngoại giao hằng xuyên của Việt nhỏ Hoa lớn "thần phục giả vờ, độc lập thực sự" (Vassalité fidive, Indépendance réelle). Mà thực sự ở thời Mạc không có bóng một tên xâm lược nào trên đất nước ta, quan bảo hộ, dù hình thức như chức "Đạt lỗ hoa xích" ở Thăng Long triều Trần cũng không. Thế tại sao người này thì khen là khôn khéo, người khác lại chê là hèn hạ?
Tác giả Trần Gia Phụng trong bài viết: "Những cuộc đổi họ lớn trong lịch sử" có đoạn bình luận xác đáng về sự kiện đầu hàng Nhà Minh của Mạc Thái Tổ:
"Năm 1533,... Lê Trang Tông sai Trịnh Duy Liễu cùng hơn 10 người đi đường biển từ Chiêm Thành theo thuyền buôn Quảng Đông tới Trung Hoa xin thỉnh cầu Nhà Minh xuất quân đánh Nhà Mạc. Năm 1536 một lần nữa Lê Trang Tông sai Trịnh Viên yêu cầu Nhà Minh đánh họ Mạc.
Hành động của vua Lê, kêu gọi người nước ngoài về đánh nước mình, trong đó có ý kiến cố vấn của Nguyễn Kim, không bị một sử gia nào lên án. Việc làm nầy đưa đến kết quả cụ thể là Nhà Minh cử Cừu Loan làm Tổng đốc, Mao Bá Ôn làm Tán lý quân vụ đem 20 vạn binh mã sang ải Nam Quan năm 1540. Ngược lại, trong thế yếu, muốn tránh một cuộc chiến mà mình nắm chắc phần thất bại, đồng thời dân Việt sẽ một lần nữa bị đặt dưới ách thống trị trực tiếp của ngoại nhân như thời Mộc Thạnh, Trương Phụ, Mạc Thái Tổ, lúc đó đã lên làm Thái thượng hoàng, như cố giáo sư Trần Quốc Vượng đánh giá Mạc Đăng Dung đành chấp nhận "đầu hàng giả vờ để giành độc lập thực sự" cho đất nước và chấp nhận hy sinh danh dự cá nhân, lên ải Nam Quan (Lạng Sơn) chịu nhục. Nhờ sự nhẫn nhục của Mạc Thái Tổ,... Đại Việt trên danh nghĩa là lệ thuộc Trung Hoa, nhưng trong thực tế vẫn độc lập một phương được Nhà Minh công nhận phong ấn tín,5 đời vua Mạc trị vì 65 năm (1527-1592) ở Thăng Long, vẫn cai trị đất đai từ Lạng Sơn trở xuống, đâu có viên tướng Tàu nào bén mảng sang cai trị. Ai cũng bảo Mạc Đăng Dung đầu hàng Nhà Minh vì quyền lợi gia đình họ Mạc, nhưng giả thiết, một giả thiết không bao giờ có thể quay lại được, Mạc Đăng Dung chống cự quân Minh như họ Hồ, nước ta bị tái đô hộ, thì nhân dân ta còn khổ biết bao nhiêu nữa. Đàng này, Mạc Đăng Dung một mình chịu nhục cho trăm họ bình yên. Người ta ưa ca tụng Hàn Tín khi nghèo khổ đã lòn trôn tên bán thịt chợ Hoài Âm (Trung Hoa) như là một gương nhẫn nhục đáng noi theo, nhưng chẳng một ai chịu chia sẻ với nỗi nhẫn nhục vĩ đại của Mạc Đăng Dung. Mạc Đăng Dung lúc đó đã là ông già 60 tuổi rất buồn tủi về sự kiện Nam Quan (Lạng Sơn) nên về nhà chưa được một năm, ông nhuốm bệnh từ trần năm 1541."
Đi xa hơn nữa, tác giả còn so sánh hành động này của Mạc Đăng Dung với vua Lê sau ngày trung hưng về Thăng Long:
...(Theo Việt sử Thông giám cương mục) "sau khi trở về Thăng Long, năm 1596 vua Lê Thế Tông (trị vì 1573-1599) cử người đem hình dạng hai quả ấn của Nhà Mạc và vua Lê lên Nam Quan cho đại diện Nhà Minh khám xét, nhưng quan Nhà Minh không chịu, bắt vua Lê phải thân hành đến gặp. Vua Lê phải chấp hành, nhưng khi đến nơi đợi lâu quá không được gặp quan Nhà Minh, vua Lê đành trở về, rối năm sau (1597) lên một lần nữa mới được hội kiến. Sự kiện nầy chẳng khá gì hơn việc Mạc Đăng Dung lên Nam Quan năm 1540..."

## Vai trò, ảnh hưởng và di sản trong tiến trình lịch sử
Mạc Đăng Dung là một trong những nhân vật gây nhiều tranh cãi nhất trong lịch sử Việt Nam. Đứng trên quan điểm bảo thủ của Nho giáo, người ta có lý do để phê phán Mạc Đăng Dung bởi vì ông là đại thần của nhà Lê nhưng lại soán ngôi của họ Lê, dòng họ đã để lại những dấn ấn sau đậm với lịch sử Việt Nam từ thời Lê Thái Tổ (Lê Lợi) cho tới Lê Thánh Tông. Tuy nhiên nhìn nhận một cách công bằng nếu chính trường Đại Việt đầu thế kỷ 16 không xuất hiện họ Mạc thì họ Nguyễn và họ Trịnh đã thâu tóm quyền lực sớm hơn chứ không phải đợi tới cuối thế kỷ đó. Từ sau thời Lê Túc Tông, nhà Lê đã  suy yếu. Từ những thế kỷ 17 cho tới cuối thế kỷ 18, họ Trịnh và họ Nguyễn mới là những người cai trị có thực quyền trên dải dất Việt Nam trong khi quyền lực họ Lê ngày một bị lấn át.
Những nhân vật kiểu như Mạc Đăng Dung (hay Trần Thủ Độ và Hồ Quý Ly) thường xuất hiện trong lịch sử Trung Hoa hơn là Việt Nam. Sử sách triều Lê-Trịnh và triều Nguyễn vốn là đối nghịch với Nhà Mạc nên sau này luôn lên án Mạc Đăng Dung là "thoán nghịch" hay "nghịch thần" đồng thời coi Nhà Mạc là "ngụy triều" nhưng cũng phải ghi lại một thực tế hoàn cảnh lịch sử khi vua Lê đã suy thoái với những "vua quỷ, vua lợn", các thế lực tranh giành, chiến tranh liên miên... Nên khi Mạc Đăng Dung lên ngôi là "bấy giờ thần dân trong nước phần nhiều đều theo Mạc Đăng Dung, đến đón vào kinh sư" (Đại Việt sử ký toàn thư, tr. 118) hay "lúc này thần dân phần nhiều xu hướng về Đăng Dung, đều ra đón về kinh đô" (Đại Việt thông sử, tr. 264). Nhưng dù có khen chê hay định đoạt công tội của Mạc Đăng Dung thì người ta cũng phải thừa nhận ông là một người có tài thao lược, trí dũng hơn người (chỉ trong khoảng 10 năm đã dẹp yên hầu hết các cuộc nổi loạn của nhiều phe phái, thế lực cát cứ khắp nước), là một tay anh hùng lập thân trong thời đại loạn như Đinh Tiên Hoàng thuở trước (xuất thân hàn vi từ tay không mà dựng nên đế nghiệp), một chính khách khôn ngoan, hành xử linh hoạt, kiên nhẫn chờ thời, biết mình biết người, là người có sức thu phục nhân tâm lớn (thu phục đại bộ phận lòng dân trong nước, chiêu nạp dưới trướng nhiều tướng lĩnh có tài và trung thành như Nguyễn Kính, Vũ Hộ, Phạm Tử Nghi...). Lời di chúc nổi tiếng của thân vương Mạc Ngọc Liễn có thể xem là bằng chứng lịch sử đáng tin nhất cho chiến lược tồn vong của Nhà Mạc: quyền lợi dòng họ - gia tộc là quan trọng nhưng vẫn phải đặt sau địa vị tối cao của quyền lợi quốc gia - dân tộc.
GS Trần Gia Phụng ("Những cuộc đổi họ lớn trong lịch sử") có những lời bình luận:
Đây không phải lời nói suông trong cảnh trà dư tửu hậu, nhưng đây là tâm huyết của một con người sắp nằm xuống trong cơn hoạn nạn cùng cực vì mất nước. Suốt trong lịch sử Việt Nam, chúng ta thường được nghe những lời nói của Trần Hưng Đạo, Trần Bình Trọng, Đặng Dung, hào hùng như vó ngựa tổ tiên, nhưng ít khi được đọc những dặn dò như Mạc Ngọc Liễn, nhân bản, đầy tình tự dân tộc không khác gì lời ru êm ái trong những câu ca dao mộc mạc. Điểm quan trọng nhất là con cháu Nhà Mạc đã không kêu nài van xin người Minh đem quan sang đánh nước ta giống như Nhà Lê đã làm. Họ chỉ yêu cầu Nhà Minh can thiệp cho họ về sinh sống đất Cao Bằng. Chính họ đã góp công phát triển Cao Bằng, tạo thế đoàn kết kinh-thượng và biến Cao Bằng thành một vùng biên giới vững chắc để chống lại Trung Hoa. Công trạng nầy tuy không rực rỡ như đường về phương nam của Chúa Nguyễn, nhưng sử sách cũng không thể quên tuyên dương họ Mạc.
Trần Khuê ("Cần hiểu đúng Nguyễn Bỉnh Khiêm và vương triều Mạc", 1991) cũng bình luận:
Giá như mọi thứ Mạt Trần, Mạt Lê, Mạt Nguyễn... đều biết suy nghĩ như thế! Và chẳng lẽ một lời nói đẹp như vậy không đáng được nhắc lại để con cháu chúng ta ngẫm nghĩ hay sao? Và chẳng lẽ những lời nói đẹp tương tự đã vang lên dưới các triều vua Mạc lại không đáng được khen.
Tổng kết lại một cách khách quan và công bằng, trong tất cả những nhân vật lịch sử ít nhiều nuôi tham vọng đế vương của chính trường Đại Việt ở thế kỷ XVI (bao gồm cả Lê Do, Lê Chiêu Tông, Trần Cảo, Trần Cung, Trần Tuân, Trần Chân, Nguyễn Hoằng Dụ, Nguyễn Kim, Nguyễn Hoàng, Trịnh Duy Đại, Trịnh Duy Sản, Trịnh Tuy, Trịnh Kiểm, Trịnh Tùng), Mạc Đăng Dung là gương mặt có sự hội tụ 2 yếu tố quan trọng một cách rõ rệt hơn cả: "tài", và "thời".

## Đánh giá
Là một trong những nhân vật có ảnh hưởng lớn nhất của lịch sử Việt Nam trong thế kỷ 16 (đặc biệt về mặt chính trị và quân sự), một thế kỷ nhiều biến động mang tầm ảnh hưởng chưa từng có trước đó trong lịch sử dân tộc, mà ông vừa là một nhân chứng vừa là một trong những nhân tố quan trọng tạo nên chúng. Mạc Đăng Dung là một viên tướng tài nhiều công trạng, đồng thời là một chính khách khôn ngoan, hành xử linh hoạt ở vào một thời kỳ mà chính quyền và xã hội Đại Việt trên 20 năm cuối thời Lê sơ rơi vào tình trạng khủng hoảng trầm trọng cùng với 14 năm đầu tiên đầy thử thách của triều Mạc do ông sáng lập.
Dù hành trạng cuộc đời và sự nghiệp có những điểm tương đồng với người đã sáng lập lên nhà Hậu Lý là Lý Thái Tổ (Lý Công Uẩn) nhưng việc lập lên nhà Mạc của Mạc Đăng Dung vào năm 1527 đã phải đối mặt với những sự chống đối lớn hơn rất nhiều so với khi nhà Lý ra đời năm 1009. Các nhà sử học hiện đại phần lớn thống nhất quan điểm ở một nguyên do cho sự khác biệt trên là bởi Phật giáo giữ vị thế độc tôn trong xã hội Đại Việt từ đầu thế kỷ 11 nhưng đến thời nhà Hậu Lê thì đã bị mất hoàn toàn vị thế này vào tay Nho giáo (đặc biệt là Tống Nho). Những tư tưởng trung quân ái quốc của Tống Nho đã bám rễ sâu vào ý thức của một bộ phận lớn Nho sĩ, trí thức Đại Việt cho tới đầu thế kỷ 16 là một nguyên nhân chính chống lại sự ra đời của nhà Mạc.
Từ một người xuất thân hàn vi, trở thành lính Túc vệ và cuối cùng thành một hoàng đế, đó là cả một quá trình không phải chỉ do may mắn. Để có được những bước tiến nhanh chóng ấy, ngoài tài thao lược phải có ít nhiều may mắn do thời cuộc đưa lại. Trong trường hợp này, có thể nói Mạc Đăng Dung là người "lập thân trong thời loạn". Điểm lại nhiều sự kiện quan trọng trong cuộc đời chính trị của Mạc Đăng Dung đã cho thấy ông là một chính khách hành xử nhiều toan tính, linh hoạt trong lịch sử phong kiến Việt Nam. Điều quan trọng là hầu hết những toan tính đó không chỉ vì lợi ích cá nhân (hay gia tộc) trước mắt mà hướng tới đại cục lâu dài. Nó cũng cho thấy ông có khả năng giành được quyền lực và sử dụng quyền lực với tính linh động cao, biết khi nào cần cương khi nào cần nhu, khi nào cần tiến khi nào cần lùi. Về mặt linh hoạt trong cách hành xử, ông đã cho thấy mình không hề so với người đồng hương xứ Đông là Nguyễn Bỉnh Khiêm. Một vài sự kiện có thể xem là minh chứng tiêu biểu cho nhận định trên:
1. Sự kiện Mạc Đăng Dung chủ động kết nối thông gia với Trần Chân, một thế lực đang lên đương thời;
2. Sự kiện Mạc Đăng Dung hai lần tha chết, không truy sát Nguyễn Hoằng Dụ (vốn có quan hệ họ hàng gần với cha của Nguyễn Hoàng là Nguyễn Kim), mở đường sống cho Hoằng Dụ rút về Thanh Hóa;
3. Sự kiện ông chủ động tạm lui về quê nhà Cổ Trai khi đang ở đỉnh cao quyền lực (giai đoạn 1525-1527), để quan sát tình hình và tránh những lời gièm pha chuyên quyền sau khi liên tục được vua Nhà Lê gia tăng chức tước bởi công lao dẹp loạn, giữ ổn định chính sự trong nhiều năm;
4. Sự kiện ông chọn thời điểm thích hợp để phế ngôi Nhà Lê sơ (như những cuộc thanh trừng cuối thời Lý và Trần), sau khi đã dành nhiều năm nghe ngóng lòng dân và thu phục nhân tâm;
5. Sự kiện ông cởi mở trưng dụng hiền tài và thu dụng đội ngũ Nho sĩ - trí thức cựu triều Lê sơ một cách rộng lượng, đồng thời không vội vàng thay đổi những thể chế đã được định hình dưới thời thịnh trị của Nhà Lê sơ, vì thế phần nào tránh được vết xe đổ của Hồ Quý Ly và Nhà Hồ hơn một thế kỷ trước;
6. Sự kiện ông chỉ giữ ngôi vua có 3 năm, rồi theo kế sách thời Trần mà chủ động nhường ngôi cho con trưởng Mạc Đăng Doanh (Mạc Thái Tông), sau đó lui về Dương Kinh (Cổ Trai) quê nhà nhưng vẫn quán xuyến hầu hết những việc hệ trọng quốc gia cho tới tận khi mất với vai trò của một Thái thượng hoàng;
7. Sự kiện ông buộc phải sử dụng "khổ nhục kế" (xin trá hàng và dâng đất khống) trước đạo quân xâm lược Nhà Minh do nhà Lê Trung hưng cầu viện, khi đang ở vào tình thế lưỡng đầu thọ địch, thù trong giặc ngoài (cộng thêm một bất lợi lớn là việc Mạc Thái Tông vừa qua đời đột ngột, con nối ngôi là Hiến tông Mạc Phúc Hải vẫn còn nhỏ tuổi).

Là một triều đại đối địch hoàn toàn với quyền lợi của các dòng họ Lê-Trịnh-Nguyễn (vốn cùng phát tích từ xứ Thanh) của Nhà Lê Trung Hưng và cả Nhà Nguyễn về sau, bởi vậy sau khi Nhà Mạc thất thủ (1592), sự nghiệp cũng như vai trò lịch sử của Mạc Đăng Dung và triều Mạc (trong đó bao gồm cả những nhân vật tên tuổi là trung thần của Nhà Mạc như Nguyễn Bỉnh Khiêm, Giáp Hải, Mạc Ngọc Liễn...) không tránh được cái nhìn tiêu cực của đại bộ phận những sử gia, học giả dưới thời cai trị của các dòng họ Lê-Trịnh rồi họ Nguyễn trong nhiều thế kỷ.
Tác giả Đại Việt sử ký toàn thư (do nhà Lê-Trịnh sai biên soạn bổ sung ở thế kỷ XVII) coi Nhà Mạc là "ngụy triều" nên không thèm chép riêng thành một kỷ và gọi một cách khinh bỉ là "Mạc thị". Học giả kiêm sử gia danh tiếng thời Lê-Trịnh ở thế kỷ XVIII là Lê Quý Đôn thì xếp tất cả các vua Mạc vào loại "nghịch thần". Sử gia thời Nhà Nguyễn cũng có quan điểm gần như tương đồng với thời Lê-Trịnh khi viết về Mạc Đăng Dung và Nhà Mạc. Hầu hết ghi chép lịch sử còn lưu lại của những sử gia, học giả các triều đại đối địch kể trên về triều Mạc chủ yếu là mang tính hình thức, không mấy khi nhắc tới những thành tựu nổi bật của Nhà Mạc trong nhiều lĩnh vực quan trọng như an ninh - quốc phòng, chính trị, kinh tế, văn hóa - tư tưởng, văn học - nghệ thuật, tôn giáo - tín ngưỡng... Những cái nhìn theo hướng như vậy cũng được phần lớn giới nghiên cứu hiện đại ở Việt Nam duy trì cho tới giai đoạn cuối thập niên 1980.
Đại bộ phận sử gia, học giả Việt Nam từ thời Lê trung hưng (1533), qua thời Nguyễn cho tới trước thời kỳ Đổi Mới, một mặt thường phủ nhận vai trò tích cực đối với lịch sử dân tộc của Mạc Đăng Dung và triều Mạc, một mặt luôn nhấn mạnh những hành vi được xem là tội như giết vua, cướp ngôi, đầu hàng, cắt đất cho ngoại bang. Những đại diện tiêu biểu cho cách nhìn nhận này là Ngô Thì Nhậm, Phan Bội Châu, Trần Trọng Kim, Đinh Xuân Lâm, Trần Thị Băng Thanh... Nhưng đến thời cận đại cũng có những quan điểm có thể xem là đồng tình của giới nghiên cứu đối với những phương án hành xử gây nhiều tranh cãi nhưng "phù hợp với tình thế lịch sử đương thời và phục vụ cho lợi ích chung dân tộc về lâu dài" của Mạc Đăng Dung. Tiêu biểu cho cách nhìn này có Nguyễn Văn Siêu, Lê Văn Hòe, Phạm Văn Sơn, Trần Quốc Vượng, Trần Gia Phụng, Trần Khuê, Trần Lâm Biền, Vũ Khiêu, Văn Tạo, Đinh Khắc Thuân, Nguyễn Gia Kiểng, Phan Đăng Nhật, Trần Thị Vinh.
Xét về nhiều mặt, đánh giá về Mạc Đăng Dung phức tạp hơn hẳn so với những nhân vật lịch sử gây tranh cãi khác như Trần Thủ Độ và Hồ Quý Ly. Nó bị chi phối bởi một vấn đề gần như vĩnh cửu trong lịch sử: Quan hệ Trung Quốc – Việt Nam (bao gồm cả lịch sử chiến tranh Việt Nam-Trung Quốc). Trong con mắt chính thống của người Việt nói chung thì Mạc Đăng Duy tuy giỏi ứng biến và bảo toàn được nền độc lập tự chủ của nước Việt nhưng đã làm mất thể diện quốc gia một cách nghiêm trọng, khi tự trói mình đến quỳ lạy trước quân Minh. Thậm chí về mặt này, một người bị mang tiếng cướp ngôi khác như Hồ Quý Ly còn nhận được chút ít ngợi ca vì đã dám đánh trả quân Minh. Xét cả thời kỳ làm quan lẫn giai đoạn làm vua, Hồ Quý Ly về khả năng ứng biến với những hoàn cảnh khó lường dù là thua kém hơn hẳn Mạc Đăng Dung, nhưng về mặt hình ảnh thì ông ta lại có được cảm tình của nhiều người Việt bởi một chủ trương đã gần như in sâu vào tiềm thức Việt: đánh luôn vẻ vang hơn hòa, và phải đánh giặc trong bất cứ hoàn cảnh nào dù có gặp thất bại chung cược như trường hợp Nhà Hồ. Đã có một giả thuyết lịch sử được đặt ra là nếu Mạc Đăng Dung xuất quân và chiến thắng oanh liệt trước đạo quân xâm lược Nhà Minh trên chiến trường thì "tội cướp ngôi" của ông có thể sẽ gần như được tâm thức chung người Việt "bỏ dần vào quên lãng" như trường hợp Lê Hoàn (Lê Đại Hành) và Trần Thủ Độ.

### Quan điểm của các nhà nghiên cứu về công và tội của Mạc Đăng Dung
Thời Lê Trung hưng (1533–1789), đặc biệt trong giai đoạn nửa cuối thế kỷ XVIII, sử sách chỉ để lại đôi dòng mang tính "tích cực" về Mạc Đăng Dung và thời Mạc như trường hợp của Phạm Đình Hổ. Tuy nhiên sang thời Nhà Nguyễn, những nhà nghiên cứu lịch sử và văn hóa dần định hình một hướng nghiên cứu mới mang tích khách quan hơn về Nhà Mạc (dù vẫn cơ bản coi Mạc Đăng Dung là tiếm ngôi). Cụm từ Ngụy Mạc phổ biến từ thời Lê-Trịnh được hạn chế sử dụng hơn dưới thời Nguyễn trong các văn tự còn lưu lại. Những học giả mà đánh giá của họ (về Mạc Đăng Dung) được trích dẫn dưới đây thuộc những thời kỳ lịch sử khác nhau, quan điểm chính trị khác nhau. Trong số này có những người theo Hán học, người theo Tây học, người theo đường lối cộng sản và cả những người không theo hoặc chống lại đường lối cộng sản, những người sống tại Việt Nam và cả những người định cư tại hải ngoại.
Trong số những nhà nghiên cứu lịch sử hiện đại, học giả nổi tiếng cả về Cựu học và Tân học Trần Trọng Kim có lẽ là người chỉ trích Mạc Đăng Dung kịch liệt hơn cả:
Mạc Đăng Dung đã làm tôi Nhà Lê mà lại giết vua để cướp ngôi, ấy là người nghịch thần, đã làm chủ một nước mà không giữ lấy bờ cõi, lại đem cắt đất mà dâng cho người, ấy là một người phản quốc. Làm ông vua mà không giữ cái danh giá cho trọn vẹn, đến nỗi phải cửi trần ra trói mình lại, đi đến quỳ lậy trước cửa một người tướng của quân nghịch để cầu lấy cái phú quý cho một thân mình và một nhà mình, ấy là một người không biết liêm sỉ.
Đối với vua là nghịch thần, đối với nước là phản quốc, đối với cách ăn ở của loài người là không có nhân phẩm; một người như thế ai mà kính phục? Cho nên dẫu có lấy được giang sơn Nhà Lê, dẫu có mượn được thế Nhà Minh bênh vực mặc lòng, một cơ nghiệp dựng nên bởi sự gian ác hèn hạ như thế thì không bao giờ bền chặt được. Cũng vì cớ ấy mà con cháu họ Lê lại trung hưng lên được...— Trích Việt Nam sử lược

Học giả, nhà sử học Lê Văn Hòe (1911-1968), bút danh Vân Hạc, được xem là người đi đầu trong hướng đánh giá mang nhiều tính lý trí, khách quan lịch sử về sự nghiệp của Mạc Đăng Dung. Nó càng đặc biệt bởi được viết ra từ suy nghĩ của một nhà nghiên cứu mang họ Lê, dòng họ đã mất ngôi vua về tay họ Mạc:
Cái khuyết điểm lớn nhất của cuốn "Việt Nam sử lược" là ở chỗ đã nặng lời biếm nhục Mạc Đăng Dung - vua Thái Tổ Nhà Mạc... Sự thật khác hẳn. Mạc Đăng Dung bị hiểu lầm. Mạc Đăng Dung là một người anh hùng lập thân trong thời loạn. Mạc Đăng Dung là người yêu nước thương dân. Mạc Đăng Dung là người có tài ngoại giao.
...Thời bấy giờ là thời thiên hạ đại loạn. Vua chẳng ra vua, tôi chẳng ra tôi. Vua ngờ vực tất cả mọi người và chỉ định giết. Tôi thì giết vua triều thần chẳng ai coi vua ra gì. Sinh vào thời đại loạn như vậy chỉ có hai đường: một là lui về nơi sơn lâm để tránh tai vạ, hai là xông ra dẹp loạn an dân giúp vua, giúp nước. Mạc Đăng Dung đã đi vào con đường thứ hai. Đăng Dung phù vua nhưng vua định hại Đăng Dung. Cuối cùng Đăng Dung mới cướp ngôi vua vì thấy vua bất lực. Kể ra thì Mạc Đăng Dung cũng không tránh khỏi cái tội giết vua và cướp ngôi.
Nhưng trước kia thời Đinh, Lý, Trần không phải là không có người giết vua, cướp ngôi, ngay thời Mạc Đăng Dung cũng có bao nhiêu kẻ hoặc đã giết vua hoặc lăm le cướp lấy ngôi báu. Đứng vào địa vị Mạc Đăng Dung bấy giờ muốn tiến thân không ai làm khác được. Giả sử Mạc Đăng Dung lui về ẩn dật, bỏ mặc việc đời, thì Nhà Lê cũng không giữ nổi cơ nghiệp, ngai vàng hoặc đã về họ Trịnh, họ Trần (Trần Cao) hay họ Nguyễn, họ Hoàng. Mạc Đăng Dung chỉ là một người anh hùng lập thân ở thời loạn mà thôi. Trách Mạc Đăng Dung sao không cúc cung, tận tụy thờ vua Lê thì có khác gì trách Võ, Thang sao không tận trung thờ các vua Kiệt, Trụ.
Lẽ ra Mạc Đăng Dung phải làm công việc của Võ, Thang ngay từ thời Uy Mục và Tương Dực rồi mới phải. Nhưng có lẽ Mạc Đăng Dung còn muốn đợi xem lòng dân thế nào. Đến khi thấy rõ lòng dân Sơn Tây, Thanh Hóa đối với vua Lê, bấy giờ Đăng Dung mới quyết. Như vậy kể cũng đã thận trọng chứ không phải hành động mù quáng, lỗ mãng. Nếu ai cũng sợ tiếng nghịch thần thì từ thượng cổ đến giờ, trong lịch sử Trung Hoa, lịch sử Việt Nam cũng như lịch sử các dân tộc khác, có lẽ chỉ có một dòng họ làm vua chứ làm gì còn có các nhà Tần, Hán, Đường, Tống, Lê, Lý, Trần, Hồ.— Trích Hồ Quý Ly - Mạc Đăng Dung, Quốc học thư xã, Hà Nội-1959, tr. 25

Nhà sử học Phạm Văn Sơn có nhiều quan điểm đồng tình với học giả Lê Văn Hòe:
Không có họ Mạc ra đời thuở đó, thì trong nhân dân cũng phải có một người khác nhẩy ra để thiết lập trật tự mới. Có bao giờ trong một quốc gia chỉ có một dòng họ duy nhất xứng đáng để làm vua, còn những dòng họ khác chỉ đủ tư cách làm thứ dân mà thôi? Lý Công Uẩn cướp ngôi Nhà Tiền Lê, Lê Hoàn tư thông với Dương hậu thay thế Nhà Đinh, Trần Thủ Độ lừa gạt một cô gái nhỏ (Lý Chiêu Hoàng), xét việc họ Mạc cướp ngôi Nhà Hậu Lê còn đàng hoàng hơn. Hạ sát vua Chiêu Tông, Mạc chỉ có mục đích hủy bỏ cái bình phong mà các lãnh tụ phong kiến đã dùng để che đậy hành động mưu đồ vương bá của họ và vì cả lý do bảo vệ cho chính bản thân nữa.
Trần Trọng Kim còn cho rằng Mạc đã xây dựng sự nghiệp trên sự tàn ác nên không bền. Lời phê phán này lại càng hàm hồ nữa. Ông Lê Văn Hòe cho rằng người ta đã cố ý quên rằng Nhà Tiền Lê, Nhà Lý, Nhà Trần và các Chúa Trịnh sau này cũng đi đường lối ấy. Các xã hội phong kiến bao giờ cũng gây ra những cuộc đảo lộn ngai vàng. Nó hư hỏng ngay từ nền tảng, khuôn nếp hay hệ thống tổ chức thì mối loạn là một tình trạng thường trực không sao tránh được nếu không làm gì có Nhà Đường, Nhà Tống, Nhà Nguyên, Nhà Minh bên Trung Quốc.
Nếu cho rằng Nhà Mạc đã làm việc gian ác, thì Trần Thủ Độ âm mưu với Trần thị (vợ vua Lý Huệ Tông) đem cháu trai vào cung bầy cuộc hôn nhân để chiếm ngôi Nhà Lý. Thủ Độ lại lấy vợ của Huệ Tông là em gái họ mình, giết hết con cháu Nhà Lý, ép vua Trần Thái Tông bỏ Chiêu Hoàng lấy chị dâu là vợ Trần Liễu, anh ruột Trần Cảnh đã có thai 3 tháng, ra lệnh cho con cháu Nhà Trần lấy nhau, các hành động đó có gian ác không? Vậy mà họ Trần còn làm vua được 175 năm. Nhà Tây Sơn sau này dấy nghiệp lên trừ tham nhũng của bọn Trương Phúc Loan, đạp đổ chế độ tồi bại của hai họ Trịnh, Nguyễn ở miền Nam Bắc Hà, giải nạn xâm lăng cho dân tộc, oanh liệt đàng hoàng như vậy mà chỉ ở ngôi có 24 năm, có nói được là bền chăng?
Trong lúc xã hội Việt Nam đi dần đến chỗ đều hòa, thăng bằng, người dân đang tu tạo sự nghiệp sau hai chục năm nước nhà lụn bại về mọi phương diện, một bọn quan lại Nhà Lê không thắng nổi họ Mạc lại phải dùng cái chước hèn hạ nhất và cũng tai hại nhất là sang lậy van con cháu Minh Thành Tổ, đúng cái vai trò vô sỉ của bọn Bùi Bá Kỳ, Trần Thiêm Bình đã làm hơn một thế kỷ trước. Tâm lý của người Minh trước kia thế nào thì sau này cũng lại thế. Bài học lịch sử xưa đã ghi rằng: khi quân Minh cất quân sang đánh Nhà Hồ có tuyên ngôn rằng để dựng lại họ Trần, rồi khi Nhà Hồ bị tiêu diệt, quân Minh dở mặt lập ngay cuộc đô hộ. Vậy với chuyện thứ hai này, con cháu Minh Thành Tổ sẽ tử tế, nhân đức hơn chăng? Bọn Trần Thiêm Bình chưa có kinh nghiệm về Bắc phương còn tha thứ được một phần nào, chứ bọn cố thần Nhà Lê đầu thế kỷ XVI không còn bào chữa tội lỗi vào đâu nữa.— Trích trong Việt sử toàn thư (1960)

GS Trần Quốc Vượng:
Không nên chỉ nhìn nhận và đánh giá sự nghiệp Nhà Mạc qua những gì sử thần Nhà Lê viết. Triều đình Lê-Trịnh đối địch với triều Mạc từ đầu đến cuối thế kỷ XVI, và còn tiếp tục đối địch với triều Mạc thu nhỏ ở Cao Bằng ba đời nữa cho đến hết nửa đầu thế kỷ XVII; do vậy sứ thần Nhà Lê-Trịnh bôi xấu triều Mạc là chuyện tất nhiên. "Yêu nên tốt, ghét nên xấu" là chuyện thường tình... Ta cần bổ sung bằng các tư liệu điền dã trong nước, tư liệu nước ngoài để "hiểu" về Nhà Mạc ngày càng cụ thể, sâu sắc hơn... Mạc Đăng Dung lấy ngôi vua Nhà Lê không phải từ tay một vua Lê anh hùng như Lê Lợi, một vua Lê có học vấn và tài năng lớn như Lê Thánh Tông mà là từ những "vua lợn", "vua quỷ"... Sự thay thế đó là hợp lẽ Đời và Đạo. Toàn thư (tập IV, KHXH, 1968, tr. 118) chép: "Bấy giờ thần dân trong nước theo Mạc Đăng Dung đều đón vào kinh sư". Bài chiếu nhường ngôi, do Đông các Đại học sĩ Nguyễn Văn Thái thảo viết, việc ấy là "theo lẽ phải"!— Trích bài "Mấy vấn đề về Nhà Mạc" trong cuốn "Nhà Mạc và dòng họ Mạc trong lịch sử", Nhà Xuất bản KHXH, HN, 1996

GS Vũ Khiêu (nguyên Viện trưởng đầu tiên của Viện Xã hội học Việt Nam):
Những thành kiến sai lầm đối với Nghi Dương, đối với Nhà Mạc và cả đối với Nguyễn Bỉnh Khiêm được hình thành từ hơn bốn thế kỉ không thể nhanh chóng được xóa bỏ hết.
...Nhìn lại những tư tưởng và việc làm của Mạc Đăng Dung ta thấy ông xuất hiện như một bông hoa xuyên tuyết, chọc thủng lớp dày băng giá mùa đông để chào đón mùa xuân của đất nước.
...Việc bôi nhọ Mạc Đăng Dung và Nhà Mạc trước hết vấp phải Nguyễn Bỉnh Khiêm, một ngọn núi cao sừng sững bảo vệ Nhà Mạc. Vì sao nhà trí thức kiệt xuất này, suốt cuộc đời cho đến lúc gần 50 tuổi vẫn nhất định không chịu đi thi, không chịu cộng tác với Nhà Lê, không nhận bất cứ công việc gì của Nhà Lê để cuối cùng chọn Mạc Đăng Dung như minh chủ của mình? Theo những người xuyên tạc nói thì Nguyễn Bỉnh Khiêm bất đắc dĩ phải theo Nhà Mạc mà thôi. Thực ra trước những thành công và tiến bộ nhất định của Nhà Mạc Nguyễn Bỉnh Khiêm đã thực sự vui mừng, tin tưởng ở một xã hội thanh bình và thịnh trị do triều đại mới đem lại: "Mừng thấy thời vần đời mở trị / Thái bình thiên tử, thái bình dân". Ông quyết định ra phục vụ Nhà Mạc, coi đó là sự lựa chọn đúng đắn của bậc trượng phu và người quân tử: "Quân tử mới hay nơi xuất xứ / Trượng phu cũng có chí anh hùng". Họ còn nói: ông đã nửa chừng bỏ triều Mạc để về quê. Không phải như thế! Ngược lại, ông đã suốt đời đem hết tâm lực để phục vụ triều Mạc trên mọi lĩnh vực văn học, chính trị, quân sự coi như nghĩa vụ lớn lao của mình: "Ba đời chúa được phúc tình cờ / Ơn nặng chưa từng báo tóc tơ". Cho đến lúc ông 70 tuổi dù được về nghỉ ở quán Trung Tân, ông vẫn bày tỏ thái độ chung thủy với các vua Mạc, vẫn nhiều lúc về thăm vua, nhiều lúc theo vua ra mặt trận: "Xem lại tuổi đời ngoài bảy chục / Chỉ vì già yếu há quên vua". Tấm lòng của Nguyễn Bỉnh Khiêm và thái độ của ông do chính ông tự tay viết ra và còn để lại đã bác bỏ mọi sự xuyên tạc vô căn cứ về ông. Những lời tâm huyết trong thơ của ông khiến người đời sau phải suy nghĩ vì sao ông lại gắn bó với Mạc Đăng Dung và triều Mạc đến thế.

GS Văn Tạo (Viện Sử học):
Toàn bộ công tích của Nhà Mạc cống hiến cho dân tộc đã được sử sách ghi chép. Riêng công trạng của Mạc Đăng Dung có thể tóm tắt như sau: Khi khủng hoảng cung đình diễn ra trầm trọng, triều đình đổ nát, kinh tế suy sụp, dân tình cực khổ, Mạc Đăng Dung đã dẹp được các phe phái phân chia, cát cứ, lên ngôi, tạo dựng được cơ nghiệp cho con cháu nối đời, góp phần ổn định đời sống xã hội, xây dựng và phát triển đất nước về mọi mặt: kinh tế, văn hóa, xã hội trong hơn nửa thế kỷ. Thành tựu của Nhà Mạc không ai có thể phủ nhận được.
...Trong lịch sử dân tộc cũng nhiều lần xảy ra khủng hoảng cung đình như khủng hoảng cuối Tiền Lê sang Lý, khủng hoảng cuối Lý sang Trần, hay như "Loạn ba vương thời Lý", việc tiếm ngôi của Dương Nhật Lễ cuối Trần... nhưng chưa bao giờ khủng hoảng lại diễn ra lâu dài và trầm trọng như lần này.
Lịch sử đang cần có một nhân vật đứng ra giải quyết khủng hoảng để yên dân, dựng nước. Lịch sử đã lựa chọn Mạc Đăng Dung. Nói "Lịch sử đã lựa chọn" là nói thực tế khách quan đã có sự giằng co giữa các thế lực, mỗi thế lực có người đại diện của mình và đều là nhằm giành ngôi Nhà Lê đang suy tàn, bất lực. Nhưng sau khi loại trừ lẫn nhau, cuộc "chung kết" chỉ còn lại có hai đối thủ là Nguyễn Hoằng Dụ và Mạc Đăng Dung. Cuối cùng Mạc Đăng Dung đã thắng, tức Mạc Đăng Dung đã được lịch sử lựa chọn.
...Xét về sự nghiệp dựng nước thì bao giờ cũng là "Vạn sự khởi đầu nan", công lao đó thuộc về Mạc Đăng Dung. Nhân dân ta một khi đã thừa nhận là Nhà Mạc có những cống hiến nhất định cho dân tộc thì không thể không thừa nhận công lao của Nhà Mạc Đăng Dung.— Trích bài Nhà Mạc và Thái tổ Mạc Đăng Dung

PGS Trần Thị Vinh (Viện Sử học):
Nhiều nhà viết sử và nghiên cứu lịch sử cho Mạc Đăng Dung là kẻ "cướp ngôi", là "thoán đoạt", là "nghịch thần",... và... Nhưng hãy hỏi nếu như trong tình thế lịch sử lúc đó ở triều đình Nhà Lê, vua không ra vua, tôi không ra tôi, vậy ai sẽ là người đứng lên gánh lấy sứ mệnh trọng đại này? Nếu không là Mạc Đăng Dung thì sẽ là một người nào đó. Vì vậy sự kiện Mạc Đăng Dung đã từng gửi gắm ba phần tư quãng đời để lập ra triều đại mới của dòng họ Mạc không phải là một điều sỉ nhục như nhiều sử thần thời phong kiến đã gán cho Mạc Đăng Dung và triều đại Nhà Mạc phải được trả về với vị trí của mình.
Tôi đồng tình với một số ý kiến của giới sử học gần đây trong cách đánh giá Mạc Đăng Dung và Nhà Mạc. Tức chúng tôi nhìn nhận Mạc Đăng Dung không phải như một kẻ "nghịch thần" và cũng nhìn nhận một cách tương đối có cơ sở về những đóng góp của vương triều Mạc trong tiến trình lịch sử nói chung. Nếu coi Mạc Đăng Dung là kẻ "thoán đoạt", là "nghịch thần",... và coi Nhà Mạc là "ngụy triều" tức là đã phủ nhận những đóng góp chung của Nhà Mạc trên các lĩnh vực kinh tế, văn hóa, giáo dục và nghệ thuật. Còn nếu coi những hoạt động chính trị của Mạc Đăng Dung ở cuối thế kỷ XV đầu thế kỷ XVI dẫn tới việc thiết lập vương triều Mạc là có tội thì trước kia vào cuối thời Lý đầu thời Trần, Trần Thủ Độ cũng dùng mưu mẹo thậm chí dùng cả hành động độc ác ép Lý Chiêu Hoàng nhường ngôi cho Trần Cảnh, giành cơ đồ về tay Nhà Trần, đưa Nhà Trần lên trường chính trị tương tự như vậy tại sao lại không bị lịch sử lên án? Nói tóm lại trong lịch sử chế độ quân chủ Việt Nam, việc triều đại này đổ, triều đại kia lên là một tất yếu lịch sử.
Như triều Lê thay triều Đinh, triều Lý thay triều Lê, triều Trần thay triều Lý, triều Hồ thay triều Trần, và triều Mạc thay triều Lê cũng là điều tất yếu lịch sử. Một số nhân vật như Trần Thủ Độ, Hồ Quý Ly hay Mạc Đăng Dung gắn liền với các sự kiện thay đổi của các triều đại nói trên cũng là tất yếu lịch sử. Những nhân vật đó không thể bị coi là có tội trước lịch sử như quan niệm cũ.— Trích bài "Thể chế chính trị ở Việt Nam cuối thế kỷ XV đầu XVI và những hoạt động chính trị của Mạc Đăng Dung tiến tới thành lập Vương triều Mạc" trong cuốn Vương triều Mạc

Trần Khuê (Trung tâm nghiên cứu Hán Nôm):
Chẳng phải chính vua Quang Trung sau chiến thắng Đống Đa lừng lẫy vẫn phải vờ vịt thần phục thiên triều và cử giả vương sang làm lễ ôm gối Càn Long Nhà Thanh chiến bại để tỏ tình phụ tử?
Chẳng phải chính Chủ tịch Hồ Chí Minh... vẫn thấy cần hạ mình đến thăm tướng Tiêu Văn để đưa dân tộc thoát cảnh hiểm nghèo vào lúc Việt Nam Dân chủ Cộng hòa còn trong nước? Chẳng lẽ lịch sử đã coi đó là những hành động ngoại giao khôn khéo lại không phải là sự đánh giá công bằng, chính xác?
Rút lại Nhà Mạc thường bị lên án về ba tội: cướp ngôi Nhà Lê, cắt đất của Tổ quốc dâng cho Nhà Minh, đầu hàng Nhà Minh một cách nhục nhã. Với quan điểm của chúng ta hiện tại: việc giành lấy ngôi vua từ tay một triều đại, một dòng họ đã suy tàn là hợp quy luật, việc trá hàng nhẫn nhục để giữ yên bờ cõi và bảo toàn chủ quyền là khôn khéo. Còn tội "cắt đất" dâng cho kẻ thù rõ ràng là không có chứng cứ chính xác.— Trích trong "Cần hiểu đúng Nguyễn Bỉnh Khiêm và Vương triều Mạc", 1991

TS Đinh Khắc Thuân (Viện Nghiên cứu Hán Nôm):
Tóm lại có 3 sự kiện nổi bật liên quan đến việc đánh giá Nhà Mạc. Một là lên ngôi của Mạc Đăng Dung thường được coi là thoán đoạt, nhưng là sự "thoán đoạt", trong lúc triều đình Nhà Lê hoàn toàn suy sụp. Vì vậy cũng không nên coi hành động này của Mạc Đăng Dung là cướp ngôi. Hai là để tránh thảm họa chiến tranh xâm lược, Nhà Mạc đã chấp nhận giải pháp đầu hàng có tính nghi thức theo yêu sách của Nhà Minh. Ba là bốn động biên giới nước ta đã bị Nhà Minh lấy lại thành chuyện đã rồi đối với Nhà Mạc. Mạc Đăng Dung thực sự không hề mắc tội phản quốc, trái lại đã góp phần quan trọng trong việc ổn định tình hình chính trị – xã hội trong nước cũng như tái lập quan hệ bang giao với Nhà Minh.— Trích trong "Lịch sử triều Mạc qua thư tịch và văn bia" (Nhà Xuất bản Khoa học Xã hội, HN, 2001)

GS TSKH Phan Đăng Nhật (Viện Nghiên cứu Văn hóa Dân gian):
Phong kiến Nhà Lê đã nhiều lần liên tục cho người đi cầu cứu Nhà Minh đem quân sang đánh ta. Với danh nghĩa là đánh Mạc, Nhà Minh sẽ thừa cơ tàn sát tiêu diệt luôn cả nước Việt. Đây là một mục đích truyền đời của phong kiến phương Bắc. Nhà Lê thừa biết điều này, nhưng vì quyền lợi ích kỷ của vương quyền, vẫn cứ ra sức van nài Nhà Minh.
...Mạc Thái Tổ cũng dùng cả đấu tranh chính trị, đưa Trạng nguyên Giáp Hải đi, để biểu lộ ý chí quyết tâm bảo vệ đất nước qua việc họa thơ. Có người nói bài thơ đã đuổi được giặc. Không thật đúng. Bài thơ là một bộ phận của cuộc đấu tranh toàn diện, có vai trò nhất định trong cuộc đấu tranh này.
Thái tổ Mạc Đăng Dung đã lựa chọn một phương thức đấu tranh tổng hợp rất thông minh, vừa làm cho địch đủ ngại ngần, lo sợ, vừa đủ cho thiên triều đỡ mất mặt. Ông lại đặt quyền lợi tối cao của đất nước lên trên sỹ diện cá nhân. Nhờ vậy mà đẩy lùi được 22 vạn quân ngoại xâm và ít nhất một vạn nội phản; mà không tốn một mũi tên, không mất một giọt máu.
...Nếu đối chiếu các điều kiện thần phục, trong tình hình đối nội, đối ngoại quá gay gắt và phức tạp như vậy, thì việc thần phục của vua Mạc đã mất một số hư danh mà được nhiều thắng lợi thực tế. Trong đó, quan trọng là tránh được một cuộc chiến tranh thảm khốc, bao gồm lực lượng của quân Minh bên ngoài ép vào và quân Lê-Trịnh từ trong đánh ra. Xét trong lịch sử ngoại giao của chúng ta với phong kiến Trung Quốc có nhiều trường hợp phải hết sức lựa chiều, khéo léo.

So sánh phương án hành xử với quân xâm lược Nhà Minh của Mạc Đăng Dung và Lê Lợi, nhà nghiên cứu lịch sử Ngô Đăng Lợi viết:
"Bình Định vương Lê Lợi đại thắng quân đô hộ Minh nhưng vẫn phải cấp tàu xe, lương thảo cho Vương Thông rút quân, phải trả lừa, ngựa, binh khí, tù binh cho y; lại phải thực hiện danh nghĩa phù Trần diệt Hồ của Nhà Minh mà dựng Trần Cảo làm vua, phải cống người vàng..."

Học giả kiêm sử gia nổi tiếng đầu thời Nhà Nguyễn là Phan Huy Chú cũng có nhận xét tương đồng:
"Xét buổi đầu Lê, sau khi đã bình giặc Ngô, chưa tiện nói rõ cầu phong, bấy giờ phải quyền nghi cho xong việc, cho nên trước hết giả lập con cháu họ Trần; dùng lời nói dịu dàng, mềm dẻo để Nhà Minh thôi việc binh mà nhận việc hòa hiếu. Đến khi Trần Cảo chết mới lại một phen bày tỏ, nói rõ cầu phong, thế mà vua Minh hãy còn lần lữa chưa cho, trải 3 năm mà mới cho tạm quyền việc nước, chưa chính thức phong vương vị. Thế cũng đủ thấy sự thế bây giờ là khó."

## Ghi nhận về nhà Mạc
Từ những kết quả nghiên cứu mới trong ngành sử học và văn hóa Việt Nam khởi đầu từ những năm cuối thập niên 1980 nhằm đánh giá lại một cách thực sự khách quan và công bằng những đóng góp trên nhiều lĩnh vực của triều Mạc đối với lịch sử dân tộc, Bộ trưởng Bộ Văn hóa-Thông tin (nay là Bộ Văn hóa, Thể thao và Du lịch) Phạm Quang Nghị đã ký Quyết định số 24/2002/QĐ-BVHTT ngày 17-9-2002, công nhận Từ đường họ Mạc ở Cổ Trai, xã Ngũ Đoan, huyện Kiến Thụy, Hải Phòng là Di tích lịch sử cấp quốc gia. Thủ tướng Chính phủ đã có quyết định quy hoạch 10,5 ha đất tại xã Ngũ Đoan (đất phát tích Nhà Mạc và khu vực Dương Kinh xưa của vương triều Mạc) để xây dựng Khu tưởng niệm Vương triều Mạc và các Vua Nhà Mạc. Năm 2009, Thủ tướng Chính phủ cũng có quyết định đưa công trình này vào danh mục các công trình kỷ niệm 1000 năm Thăng Long-Hà Nội, bởi lịch sử vương triều Mạc là một phần không thể thiếu của lịch sử Thăng Long-Hà Nội.
Sau một thời gian dài lấy ý kiến các tầng lớp nhân dân và các nhà nghiên cứu lịch sử - văn hóa, sáng ngày 25 tháng 8 năm 2015, UBND Quận Cầu Giấy, Hà Nội đã chính thức tổ chức lễ gắn biển phố mang tên hai vị vua đầu triều Mạc là Mạc Thái Tổ và Mạc Thái Tông (Mạc Đăng Doanh) theo Nghị quyết số 02/2015/NQ-HĐND ngày 06/7/2015 của Hội đồng nhân dân thành phố Hà Nội và Quyết định số 3517/QĐ-UBND ngày 27/7/2015 của Ủy ban nhân dân Thành phố Hà Nội về việc đặt tên và điều chỉnh độ dài một số đường phố trên địa bàn Thủ đô.
Trước đó, tên hai vị vua Mạc Thái Tổ và Mạc Thái Tông đã được đặt cho tên đường phố ở nhiều tỉnh, thành phố trong cả nước. Cụ thể, Mạc Đăng Dung được đặt tên đường ở 9 tỉnh, thành phố như: thành phố Quảng Ngãi, tỉnh Quảng Ngãi; thành phố Long Xuyên, tỉnh An Giang; thành phố Đồng Hới, tỉnh Quảng Bình, quận Dương Kinh, thành phố Hải Phòng; huyện An Phú, Thành phố Hồ Chí Minh... Mạc Đăng Doanh được đặt tên đường ở quận Dương Kinh, thành phố Hải Phòng và thành phố Biên Hòa, tỉnh Đồng Nai.

## Vai trò lịch sử của Dương Kinh thời Mạc
Sau khi lên ngôi, Mạc Thái Tổ chỉ làm vua 3 năm rồi nhường ngôi cho con trưởng là Mạc Thái Tông (Mạc Đăng Doanh), còn mình về quê hương Cổ Trai làm Thái thượng hoàng và cho xây dựng kinh đô thứ hai là Dương Kinh. Trong nhiều đợt khảo cổ gần đây, tại khu vực thôn Cổ Trai xuất lộ những di vật thời Mạc như thành lũy, hệ thống hào nước, gốm sứ hoa màu lam, đồ sành, đồ đá, đất nung với những nét hoa văn mang phong cách nghệ thuật điển hình của thế kỷ XVI. Ở đây, tại chùa Phúc Linh vẫn còn lại những thành bậc đá kích thước lớn, trang trí cầu kỳ, bố cục tương tự các thành bậc ở điện Lam Kinh và Kính Thiên thời Lê sơ. Điêu khắc đá thời Mạc tại Dương Kinh có nhiều đề tài chưa từng được thấy tại các nơi khác như tượng Nghê đồng, Quan Âm tọa sơn, Quan Âm Nam Hải, Quan Âm nghìn tay nghìn mắt và bộ tượng Tam Thế.
Theo sử sách, nhằm thực hiện chính sách cải cách kinh tế nông nghiệp, mở mang công thương nghiệp, sản xuất hàng hóa, xây dựng nền kinh tế hướng ra biển, ngoài kinh thành Thăng Long, Mạc Thái Tổ còn tạo dựng sự sầm uất ở Cổ Trai quê hương ông và Dương Kinh, kinh đô thứ hai có vị thế gần biển, sông với nhiều ngả nối liền phố Hiến, Thăng Long. Để Dương Kinh trở thành đô thị ven biển xứ Đông, Nhà Mạc cho xây dựng một số thương cảng trên bến dưới thuyền làm nơi giao lưu hàng hóa trong và ngoài nước, từng bước đưa Dương Kinh xưa trở thành đô thị đầu tiên của Hải Phòng, đô thị ven biển đầu tiên của người Việt. GS Trần Quốc Vượng và một số nhà nghiên cứu từng nhận định rằng, cho tới trước thế kỷ XVII, tầm nhìn hướng biển mang tính kinh tế của Nhà Mạc (hay cụ thể là của người đã sáng lập ra triều Mạc, tức Mạc Đăng Dung và những vua kế nghiệp ông) là vừa có tầm xa và rộng hơn nhiều so với tất cả các triều đại phong kiến Việt Nam đã tồn tại trước đó.

## Định Nam đao (đại long đao của Mạc Thái Tổ)
Tại Khu tưởng niệm Vương triều Mạc tại xã Ngũ Đoan, huyện Kiến Thụy, thành phố Hải Phòng (nơi là trung tâm của Dương Kinh thời Mạc ở thế kỷ XVI) hiện đang lưu giữ một thanh đao mà con cháu họ Mạc cho là của Mạc Thái Tổ, và được gọi tên là Định Nam đao. Tên gọi "Định Nam đao" (đao Nam Định) là do con cháu họ Mạc đặt cho thanh đao này, xuất phát từ việc thanh đao này được khai quật tại tỉnh Nam Định năm 1938.
Các thông tin về chiều dài, trọng lượng hiện tại, trọng lượng ước tính lúc ban đầu... của Định Nam đao được mô tả lần đầu năm 1986 bởi nhà nghiên cứu lịch sử Lê Xuân Quang. Theo ông Lê Xuân Quang, thanh đao dài 2,55 mét, nặng 25,6 kg (theo phán đoán, khi còn mới, thanh long đao có thể nặng đến 30 kg).
Đến năm 2019, nhóm chuyên gia của Viện Khảo cổ học Việt Nam đã đo đạc cẩn thận thanh đao này để phục vụ việc lập hồ sơ công nhận bảo vật quốc gia cho thanh Định Nam đao. Họ đã công bố thông tin mô tả chi tiết có sự khác biệt lớn so với thông tin của ông Lê Xuân Quang. Theo đó, thanh đao chỉ nặng tổng cộng 12,8 kg (ước tính trọng lượng khi mới sử dụng khoảng 15 kg), và có tổng chiều dài là 239 cm. Đồng thời, với việc phân tích thành phần hợp kim làm ra khâu đao, và đánh giá về hình dạng đầu rồng của khâu đao, Viện Khảo cổ học Việt Nam đã đưa ra nhận định niên đại của thanh đao rất có thể vào khoảng thế kỷ 17-18, như vậy nó không thể là thanh đao của Mạc Thái Tổ, mà chỉ là một thanh đao được chế tác sau này và được họ Mạc thờ cúng như vật tượng trưng cho binh nghiệp của Mạc Thái Tổ.
Đến năm 2020, thanh đao này đã được công nhận là một bảo vật quốc gia của Việt Nam. Hồ sơ đề nghị công nhận bảo vật quốc gia cho thanh đao này đã ghi nhận thông tin về chiều dài và trọng lượng của thanh đao này như mô tả của Viện Khảo cổ học Việt Nam. Vì vậy, các thông tin mô tả của ông Lê Xuân Quang được xem là không chính xác, và theo đó các ý kiến đánh giá về niên đại cũng như tính thực chiến của thanh đao này dựa trên thông tin mô tả của ông Lê Xuân Quang (đưa ra trước năm 2019) cũng là không chính xác.
Theo nhận định của nhóm chuyên gia Viện Khảo cổ học Việt Nam năm 2019, thanh đao này có các yếu tố để nó có thể được dùng trên chiến trận, và chủ yếu được dùng trên lưng ngựa. Chẳng hạn, chiều dài của thanh đao này (239 cm) là dài hơn loại đao mà các võ sư hiện nay sử dụng để biểu diễn võ thuật đánh bộ dài (chỉ khoảng 170 cm - 180 cm). Do đó, thanh đao này chỉ có thể dùng để đánh trên lưng ngựa. Khi giao chiến, tầm với của đao là khoảng 200 cm và tối đa là khoảng 300 cm khi nghiêng hoặc nhoài người. Chuôi đao được đúc đặc để cân bằng với phần lưỡi đao, nên người sử dụng có thể dùng chuôi đao để đánh tứ phía. Tiết diện cán hình bầu dục giúp việc cầm nắm đao vững chắc, và không bị lật xoay lưỡi đao nếu như cán tiết diện hình tròn. Với tổng trọng lượng ước tính 15 kg và điểm cân bằng trọng lượng cách chuôi đao 107 cm phù hợp với cách đánh đao trên ngựa. Trọng lượng trung bình chia đôi còn 7,5 kg, đủ nặng để ra đòn chém bổ uy lực và thu đao đánh bằng cán.

## Gia quyến và hậu duệ
Theo các tác giả bộ sách "Hợp biên thế phả họ Mạc (Nhà Xuất bản Văn hóa Dân tộc, 2001) cho biết: Từ cuối thế kỷ XVI (tức sau khi triều Mạc bị mất, vua cuối cùng Nhà Mạc tại kinh đô Thăng Long là Mạc Mậu Hợp bị Trịnh Tùng giết chết vào năm 1592) đến nửa cuối thế kỷ XVII (năm 1677), họ Mạc cát cứ ở Cao Bằng cũng bị nhà Lê trung hưng đánh dẹp, triệt hạ. Do mang mối thù giết vua cướp ngôi nên quân nhà Lê ra sức truy sát con cháu họ Mạc. Những hậu duệ họ Mạc phải di chuyển nhiều nơi, và thay tên đổi họ thành nhiều họ khác để trốn thoát. Theo thống kê của Ban Liên lạc họ Mạc Hà Nội, vào năm 1999, thì con cháu họ Mạc ngày nay có 37 họ với 368 chi ở 25 tỉnh, thành phố. Ngoài ra còn nhiều con cháu họ Mạc hiện nay đang sinh sống ở nước ngoài như: Pháp, Mỹ, Canada, Trung Quốc... Từ một họ đổi ra 37 họ (có thể thống kê chưa đầy đủ), nhưng tên họ mới vẫn có những mật mã, những thông điệp để con cháu sau này vẫn biết tới nguồn gốc tổ tiên, như tên họ mới vẫn giữ bộ "Thảo đầu" (艹) trong họ Mạc (莫) như: họ Phạm (范), Hoàng (黄), Phan (藩), Tô (蘇), Lều...; nếu theo họ mẹ, họ bố nuôi thì giữ tên đệm (Đăng trong tên Mạc Đăng Dung) như: Lê Đăng, Đào Đăng, Nguyễn Đăng, Phan Đăng..., về sau có thể đổi là Phúc, là Đình để khỏi bị truy tích..., ngoại trừ theo tên đất như họ Thái v.v... để hậu duệ biết mà tìm nhau, hỗ trợ nhau, phát huy truyền thống của tổ tiên.
Mạc Thái Tổ cũng là tổ tiên bên họ ngoại của các đời chúa Nguyễn kể từ Nguyễn Phúc Lan trở đi (bao gồm cả hoàng tộc nhà Nguyễn tính từ Nguyễn Ánh) thông qua quan hệ hôn phối giữa Nguyễn Phúc Nguyên (con trai của Chúa Tiên Nguyễn Hoàng) và Mạc Thị Giai (con gái của Khiêm vương Mạc Kính Điển và đồng thời là cháu gái của Mạc Thái Tông).